# Salomé con la cabeza del Bautista

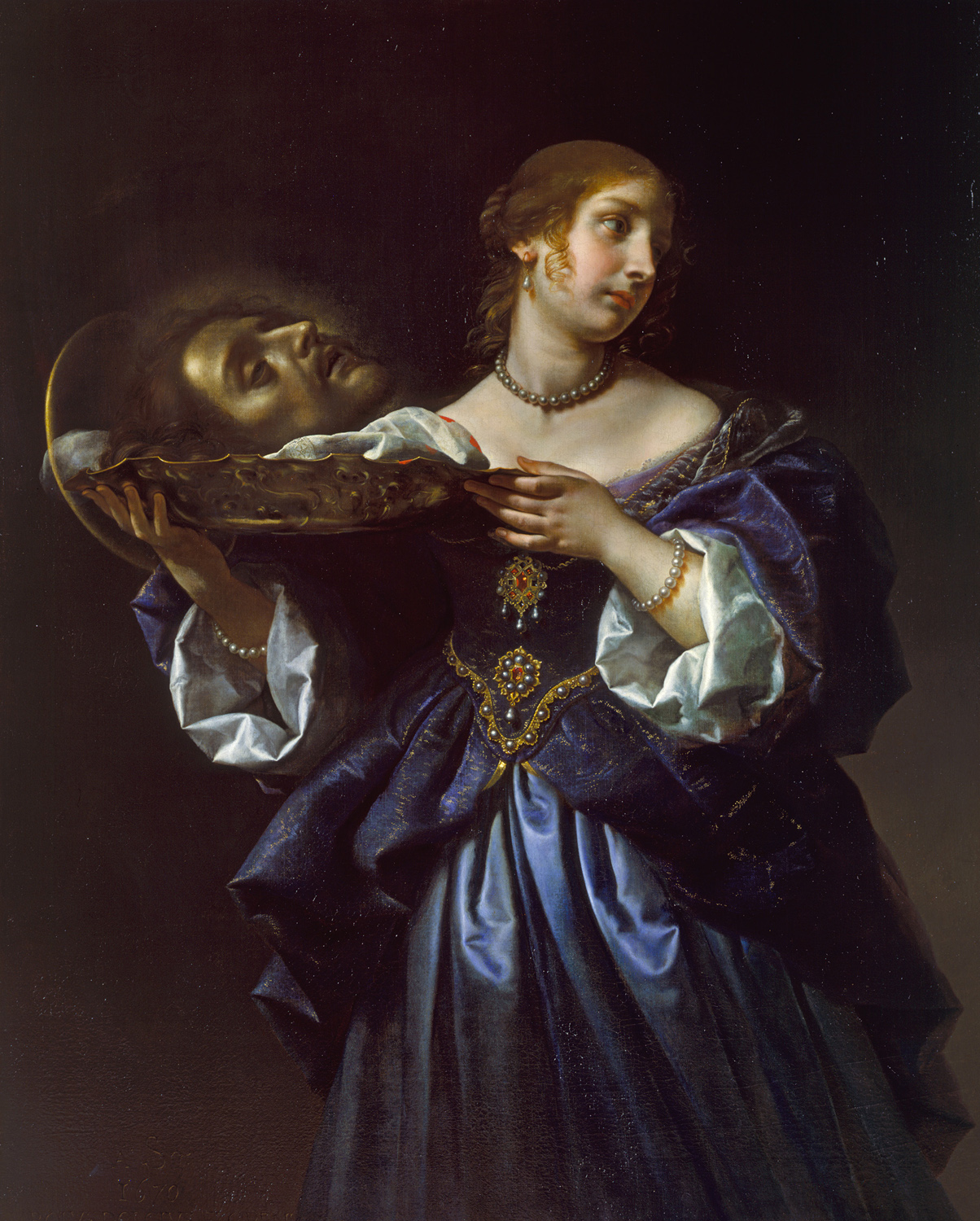
Salomé con la cabeza del Bautista, de Carlo Dolci, 1665-1670.

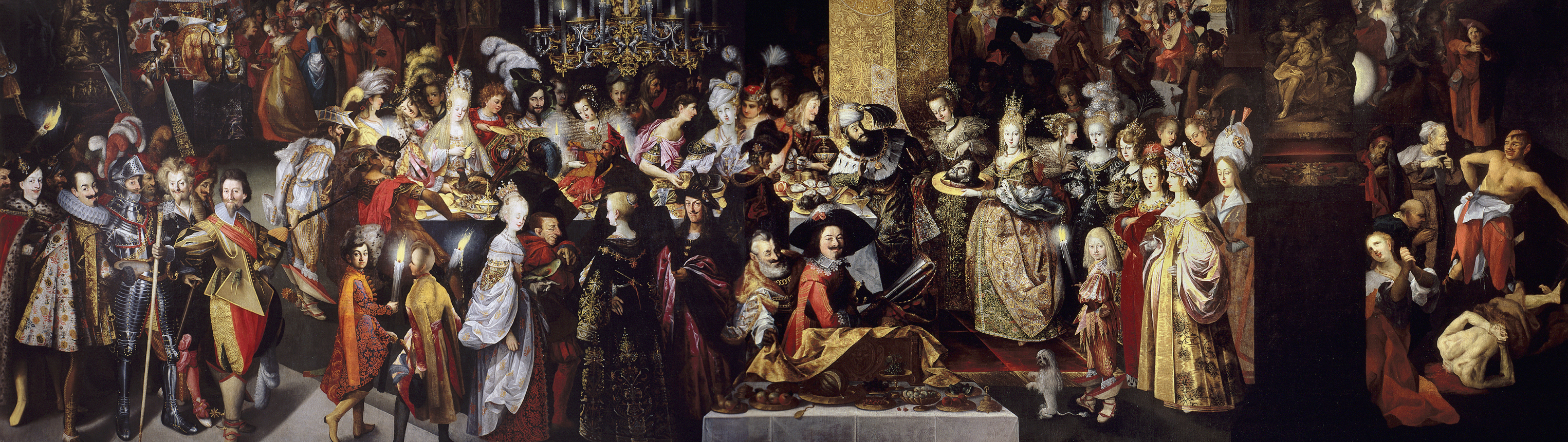
Bartholomäus Strobel, 1630-1633. Es uno de los cuadros de mayores dimensiones (280 x 952 cm) que se exhiben en el Museo del Prado.

Salomé con la cabeza del Bautista o el Banquete [o festín] de Herodes son las denominaciones convencionales de un episodio evangélico (Marcos 6:14-29 y Mateo 14:6-12) muy reproducido como tema iconográfico del arte cristiano; y que ha inspirado también muchas obras literarias. 
Ni el pasaje de Marcos ni el de Mateo dan el nombre de Salomé (conocido por Flavio Josefo), sino que se refieren a ella como «la hija de Herodías», la mujer de Herodes que deseaba vengarse de Juan el Bautista porque este rechazaba su matrimonio («la ley te prohíbe tener a la esposa de tu hermano»). A pesar de que Herodes no deseaba castigar a Juan, se vio obligado a cumplir una imprudente oferta a Salomé, cuyo baile ante los invitados a su banquete le había complacido («pídeme lo que quieras y te lo daré»). Asesorada por Herodías, Salomé le pidió la cabeza del Bautista, que le fue entregada en una bandeja.
El 29 de agosto el calendario romano general celebra la memoria del Martirio de San Juan Bautista.
Una reliquia de la cabeza de San Juan Bautista se conserva en la iglesia de San Silvestro in Capite de Roma, otra (venerada por los musulmanes) en la mezquita de los Omeyas de Damasco, y otra en la catedral de Amiens.

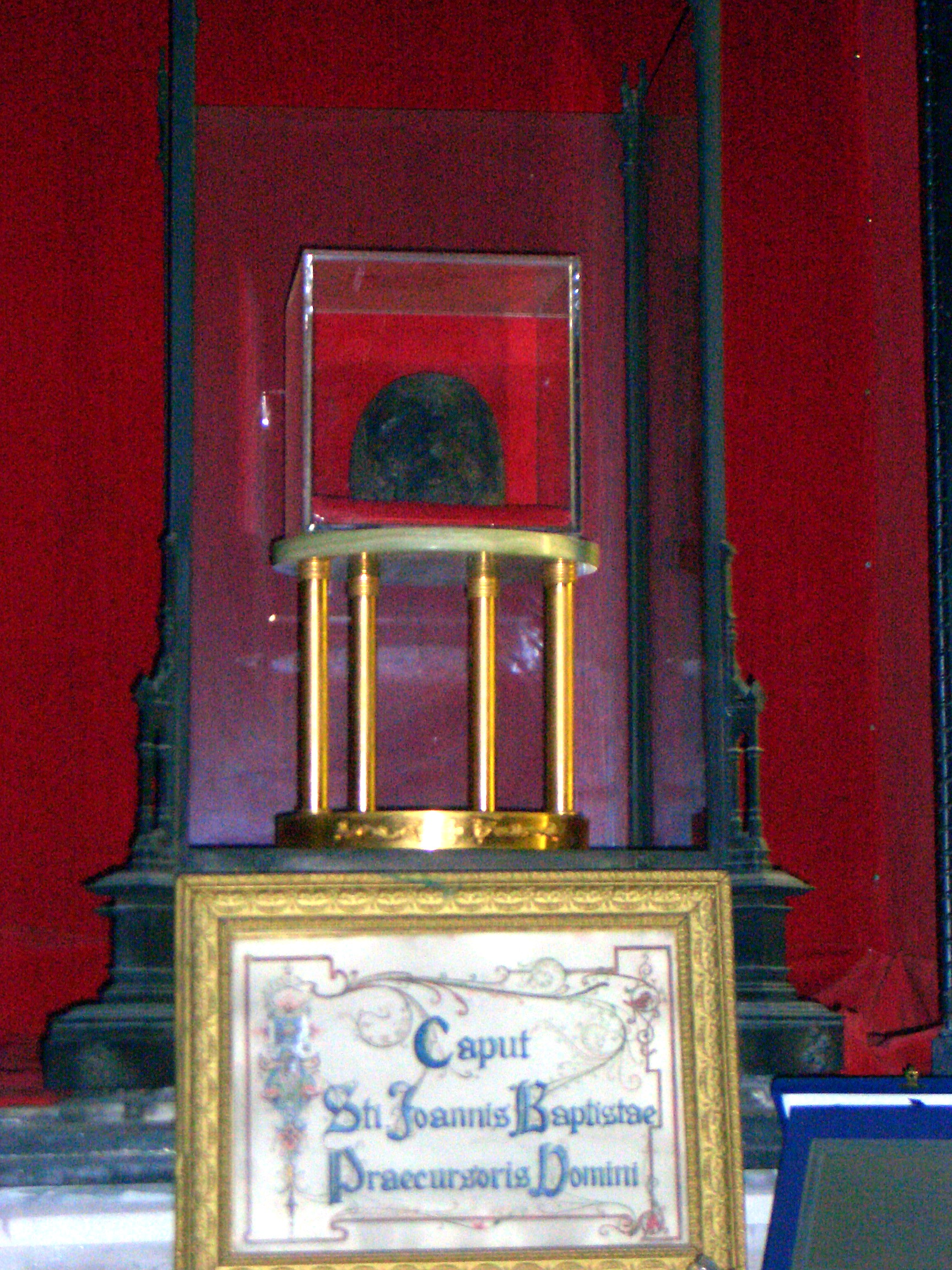
Reliquia en Roma.
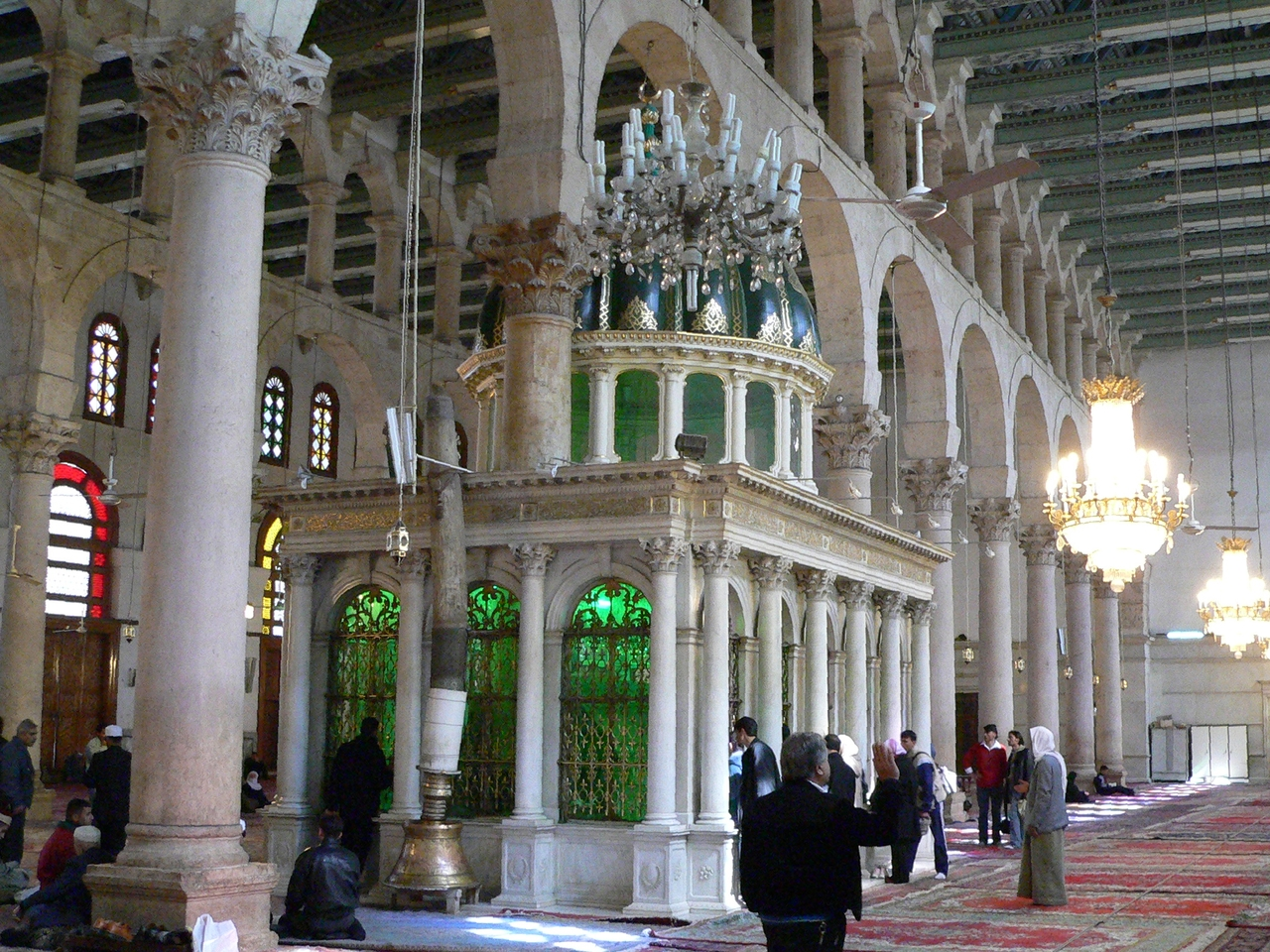
Relicario en Damasco.

## Iconografía

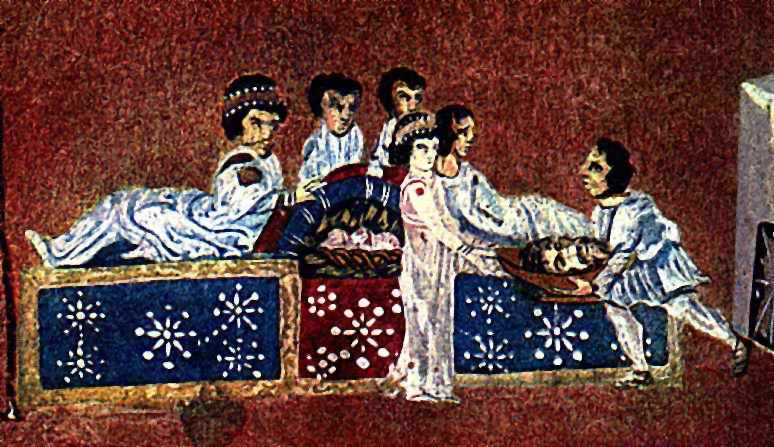
Codex Sinopensis.

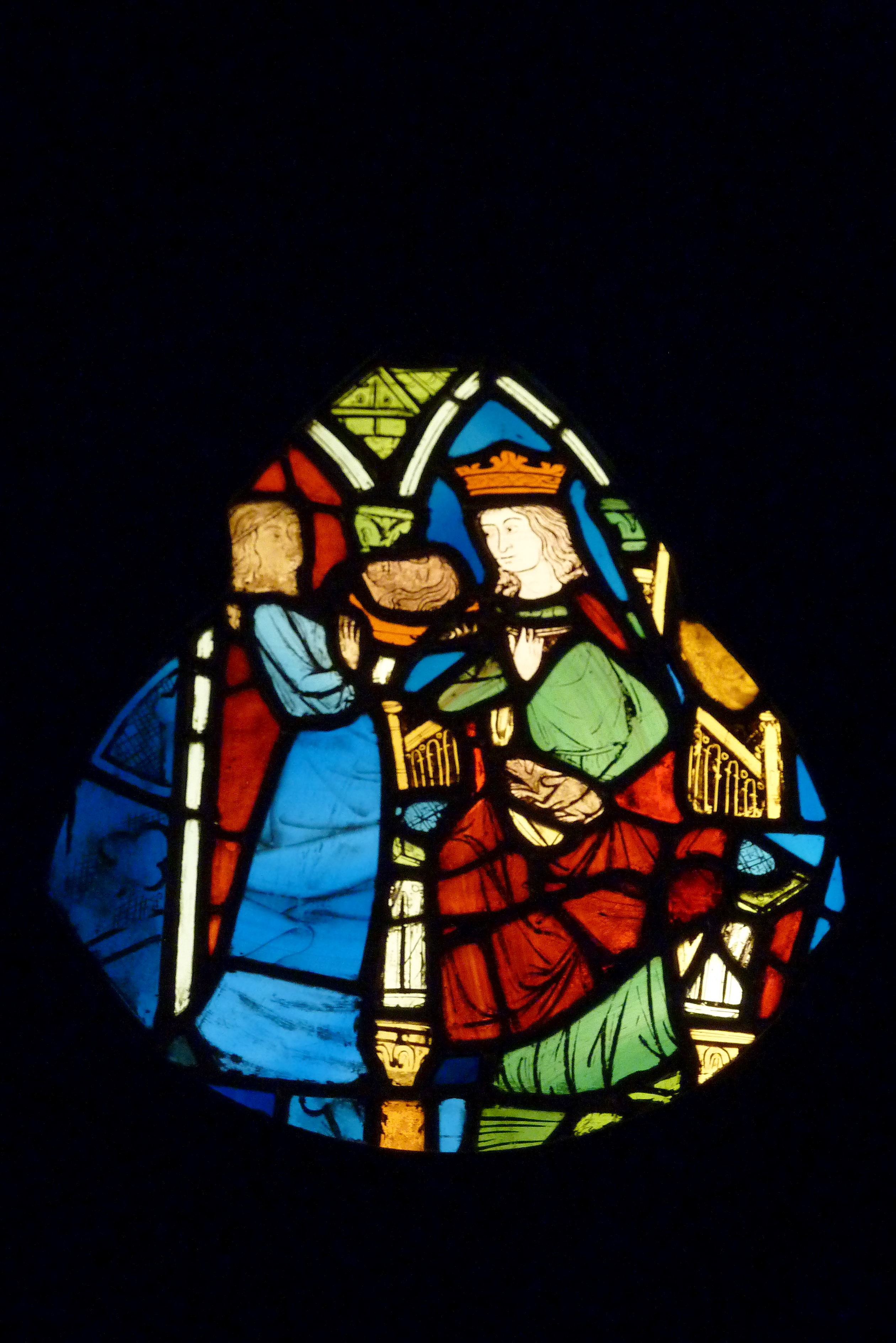
Vitral de la Sainte-Chapelle,.

Entre los seis folios del Codex Sinopensis (evangeliario del siglo VI, de origen sirio o palestino) se encuentra un banquete de Herodes, con Salomé recibiendo la cabeza del Bautista y el resto de los personajes acomodados "a la romana", que podría ser la primera representación del tema en la historia del arte.
No parece haberse conservado ninguna otra muestra del tema hasta el siglo XI, en que la escultura románica lo usa profusamente (Saint Martin d’Ainay en Lyon, catedral de Toulouse -hoy en el Museo de los Agustinos de Toulouse-, San Pedro de Galligans, San Cugat del Vallés, baptisterio de Parma, columna de Hildesheim, puertas de la iglesia de San Zenón de Verona). En el siglo XIII, aparece en escultura en las catedrales góticas de Rouen, Laon, Chartres y en el baptisterio de Pisa, y en las vidrieras de las catedrales de Bourges y de Clermont Ferrand. En los últimos siglos de la Edad Media aparece en numerosos libros de horas y graduales (Horas de Taymouth, Breviario de Amor -de Matfré Ermengau de Béziers-).
Estas representaciones medievales solían ser de la "danza de Salomé", inicialmente solo indicada como un movimiento de las caderas, que pasó a ser acrobática, con el cuerpo arqueado y las manos apoyándose en el suelo, y se popularizó incluso en las representaciones teatrales de los Misterios. Posteriormente se identificó con el baile de los puñales o algún tipo de danza morisca u oriental (en época de Oscar Wilde y Sarah Bernardt, con la danza de los siete velos).
Con el paso de la Edad Media a la Moderna, decayeron las representaciones de Salomé bailando, en beneficio de la escena sangrienta con la cabeza del Bautista en una bandeja.

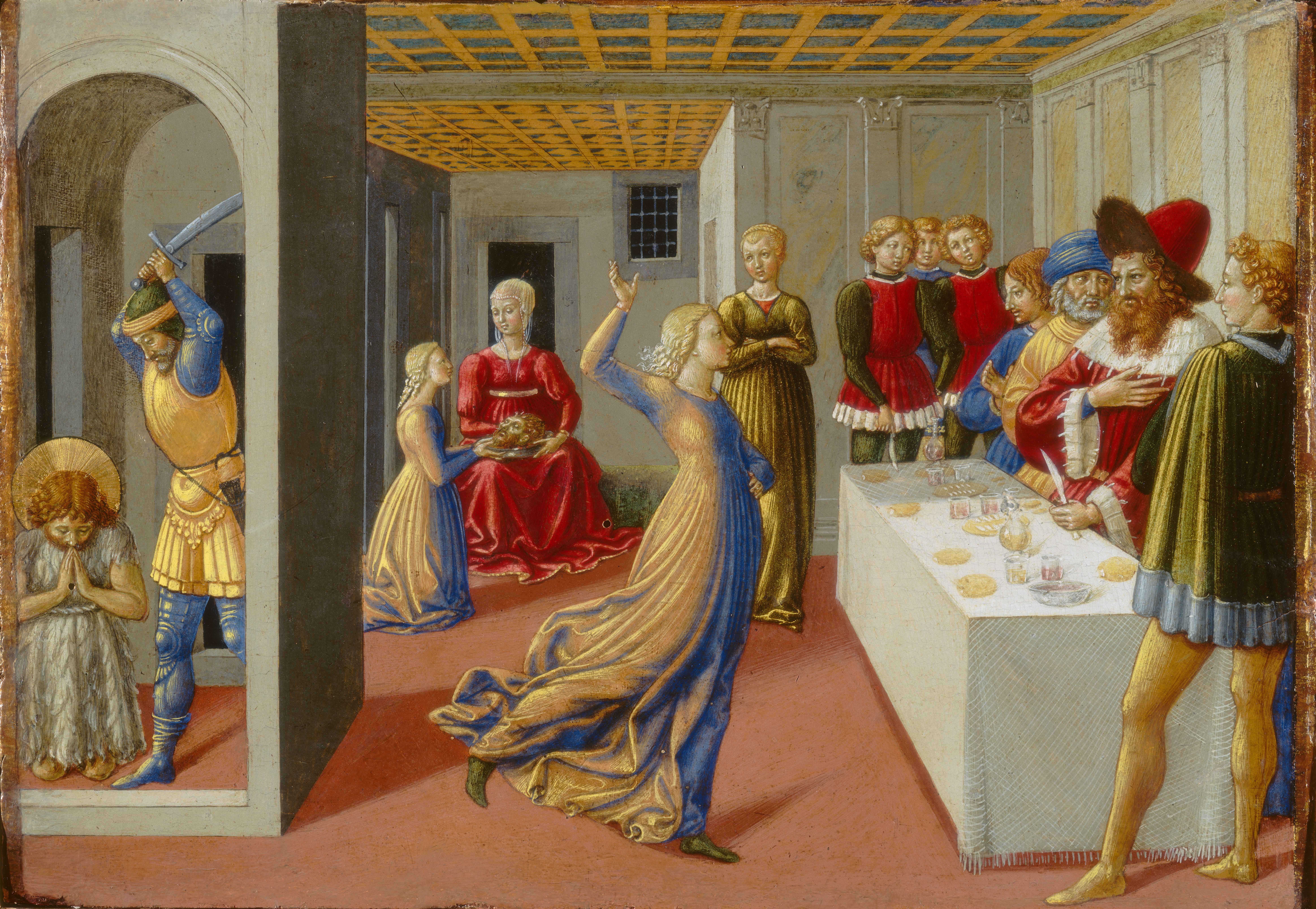
Benozzo Gozzoli, 1461-1462.
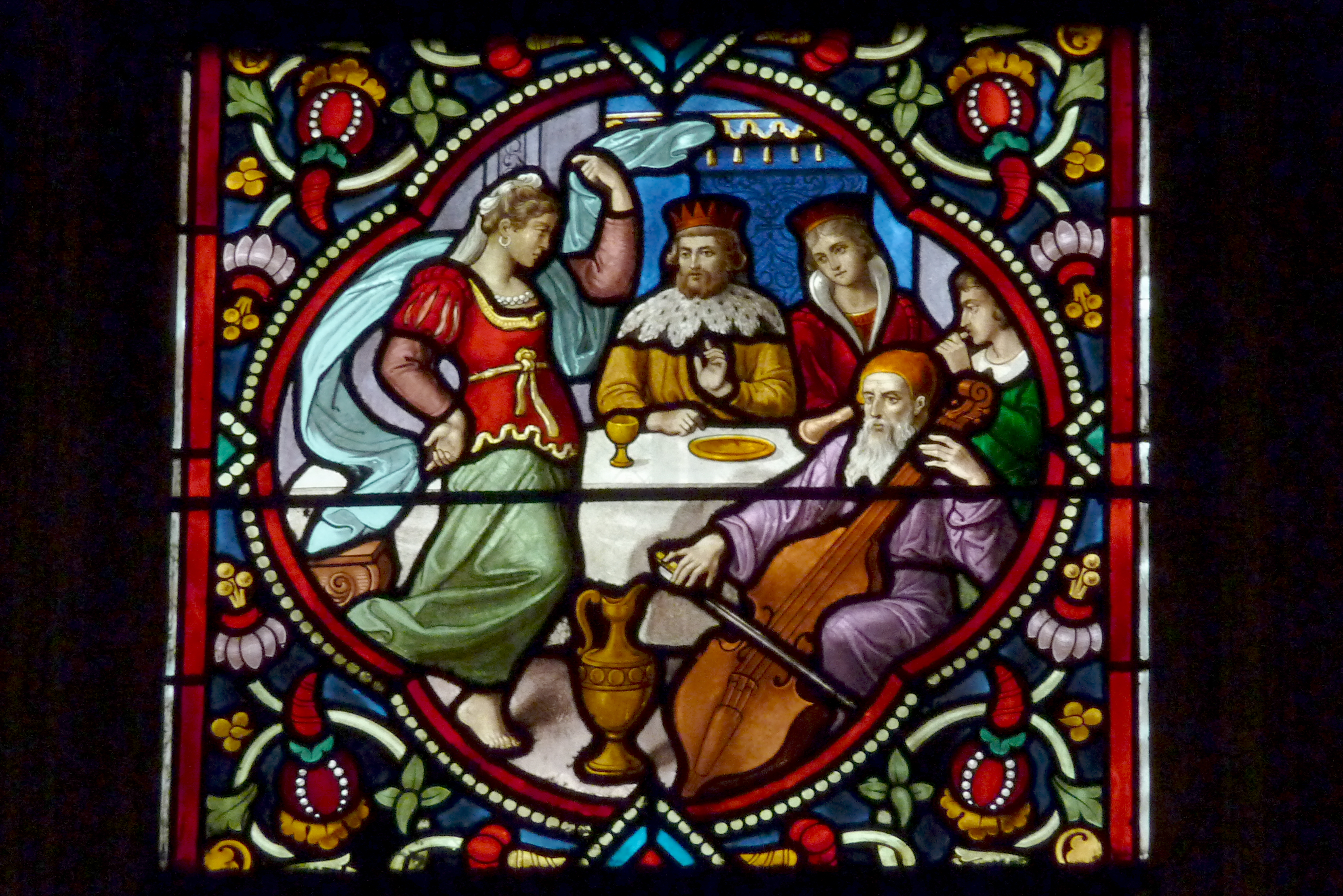
Vitral de Saint-Leu-Saint-Gilles, París.

### Pintura
Hay algunas representaciones del tema en el arte bizantino, e incluso en el etíope.

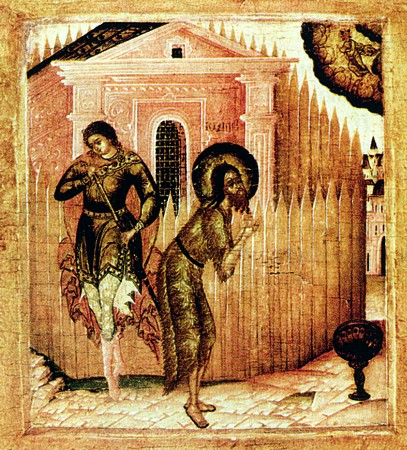
Icono ruso de la decapitación del Bautista, siglo XVII.
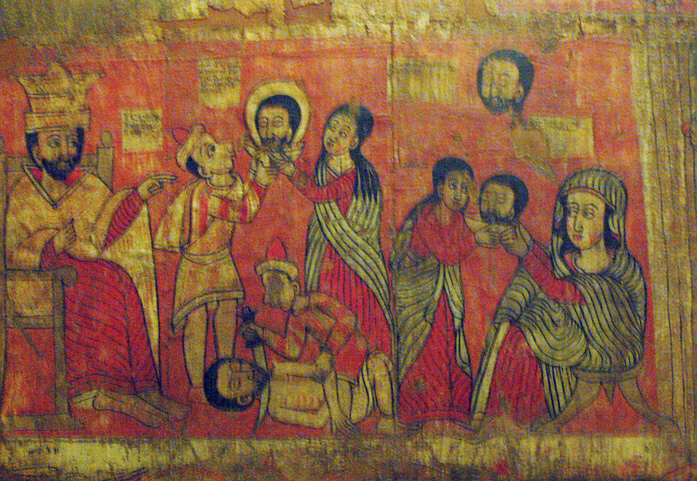
Iglesia de Abbas Antonios, Gondar, Etiopía, finales del siglo XVII.

En la pintura occidental, la iconografía se fue estableciendo en los siglos XV y XVI, tanto en el Renacimiento italiano como en el español o en el nórdico.

Salomé en obras renacentistas
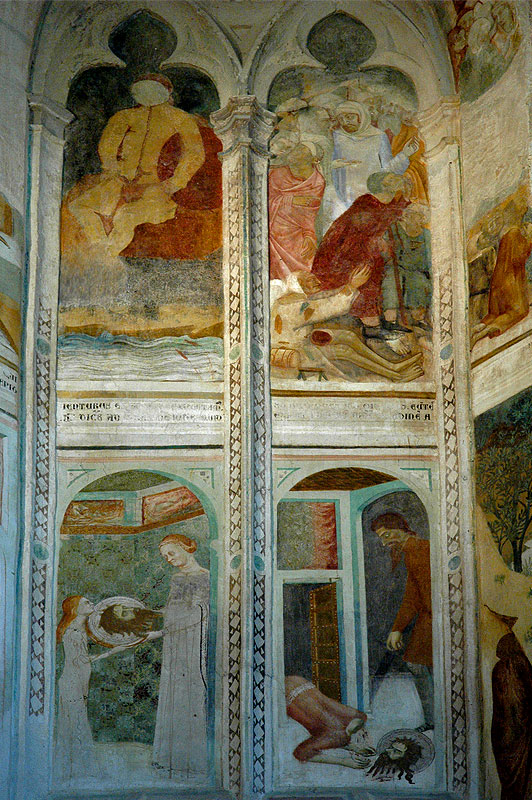
Cartuja de Val-de-Benediction, Villeneuve-lès-Avignon.
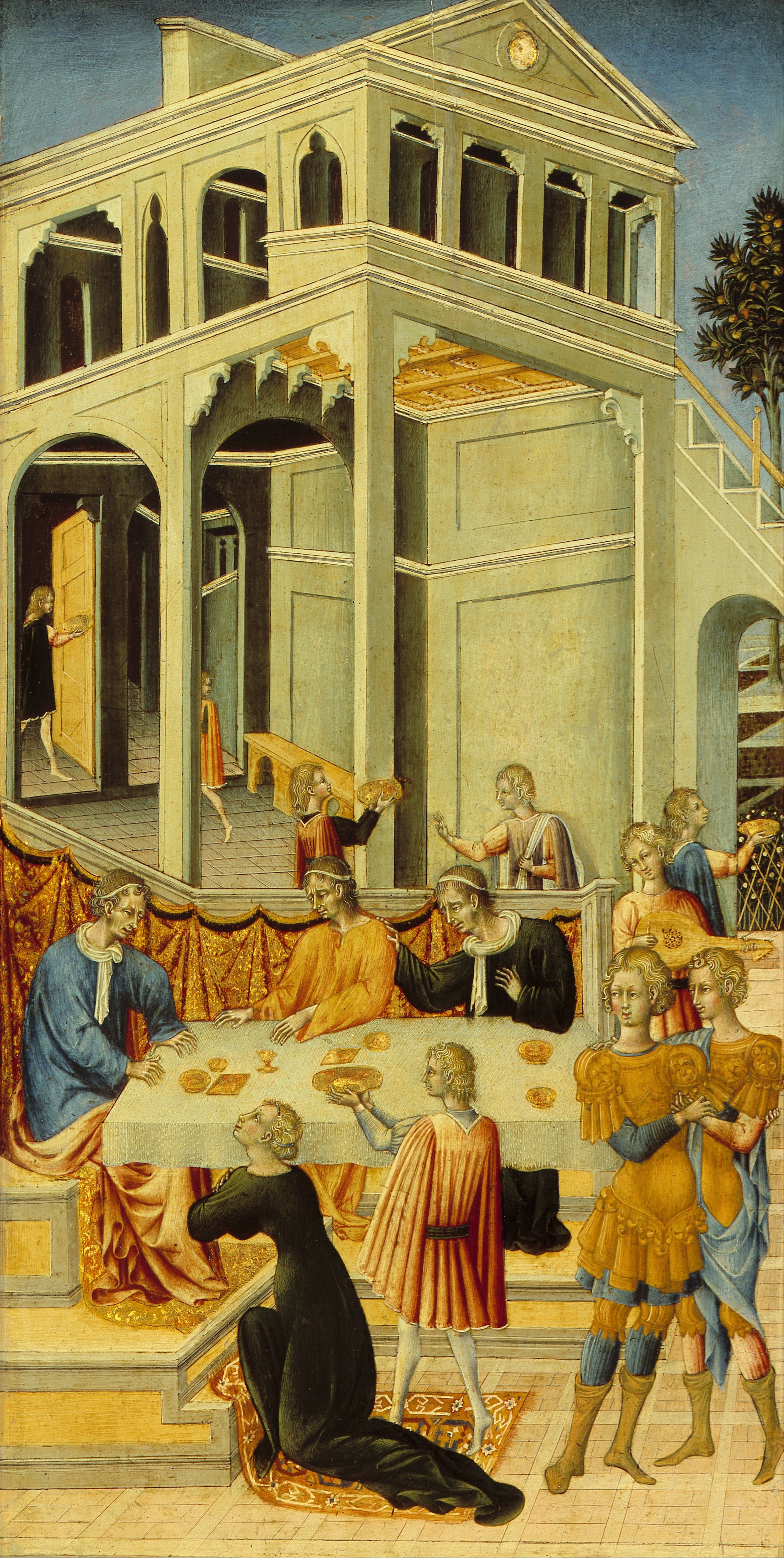
Giovanni di Paolo, ca. 1455.
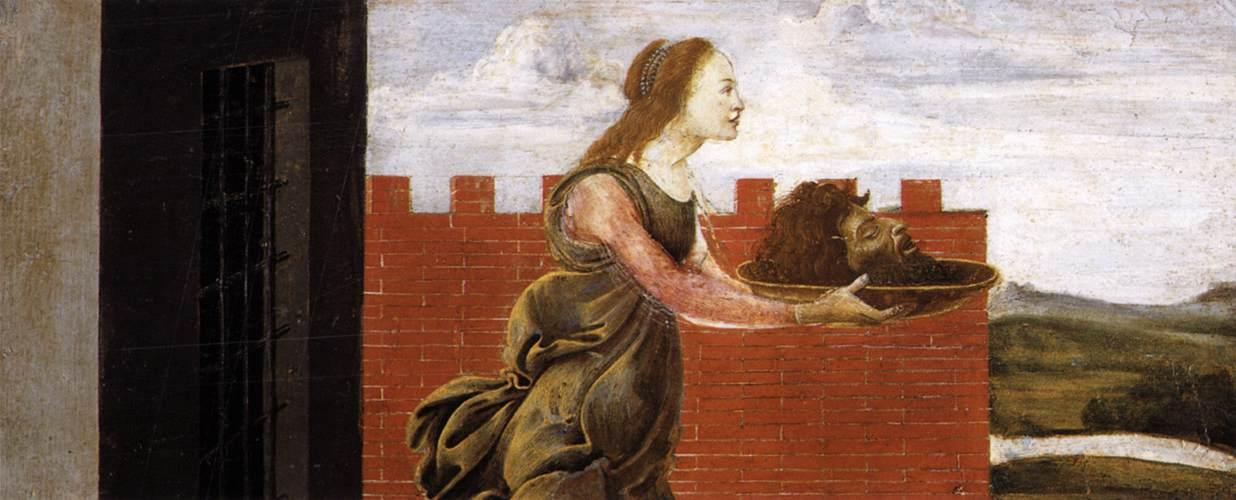
Sandro Botticelli, 1488.
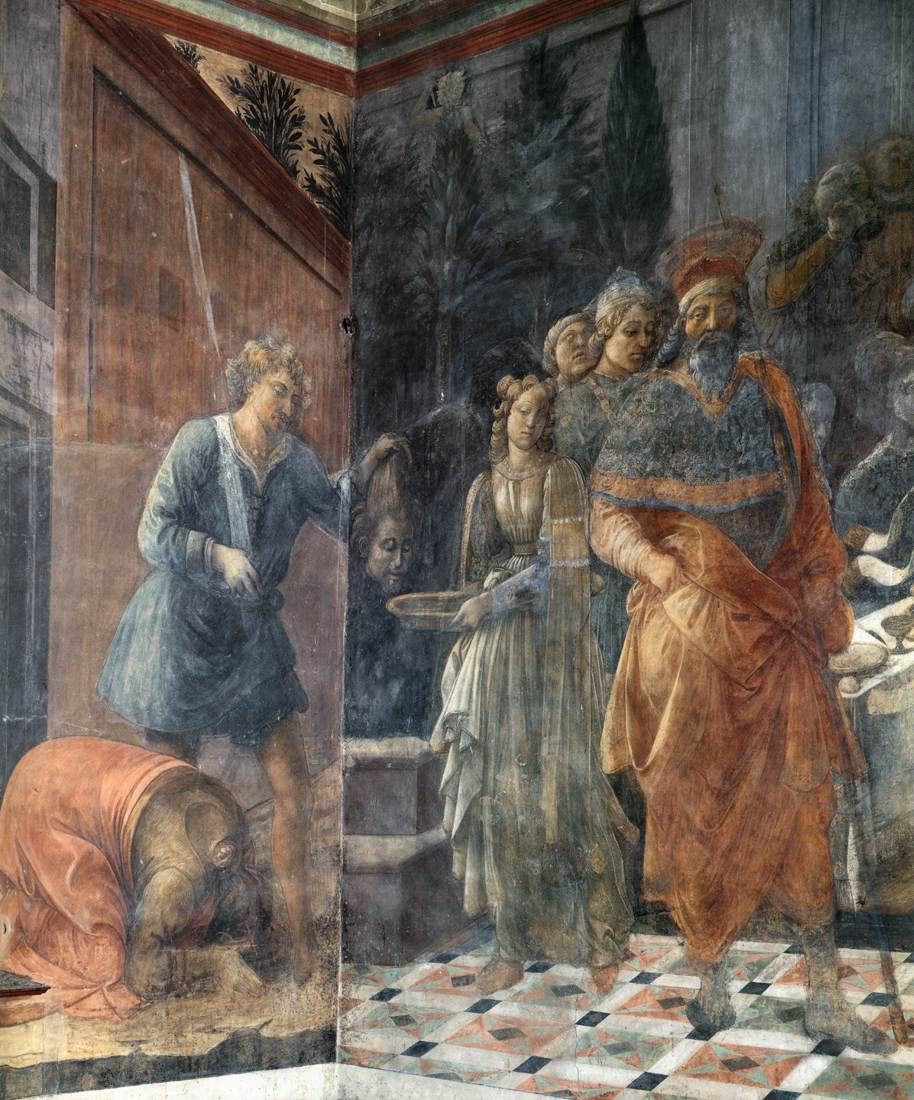
Filippo Lippi, 1452-1465, frescos de la catedral de Prato (detalle de la "decapitación").
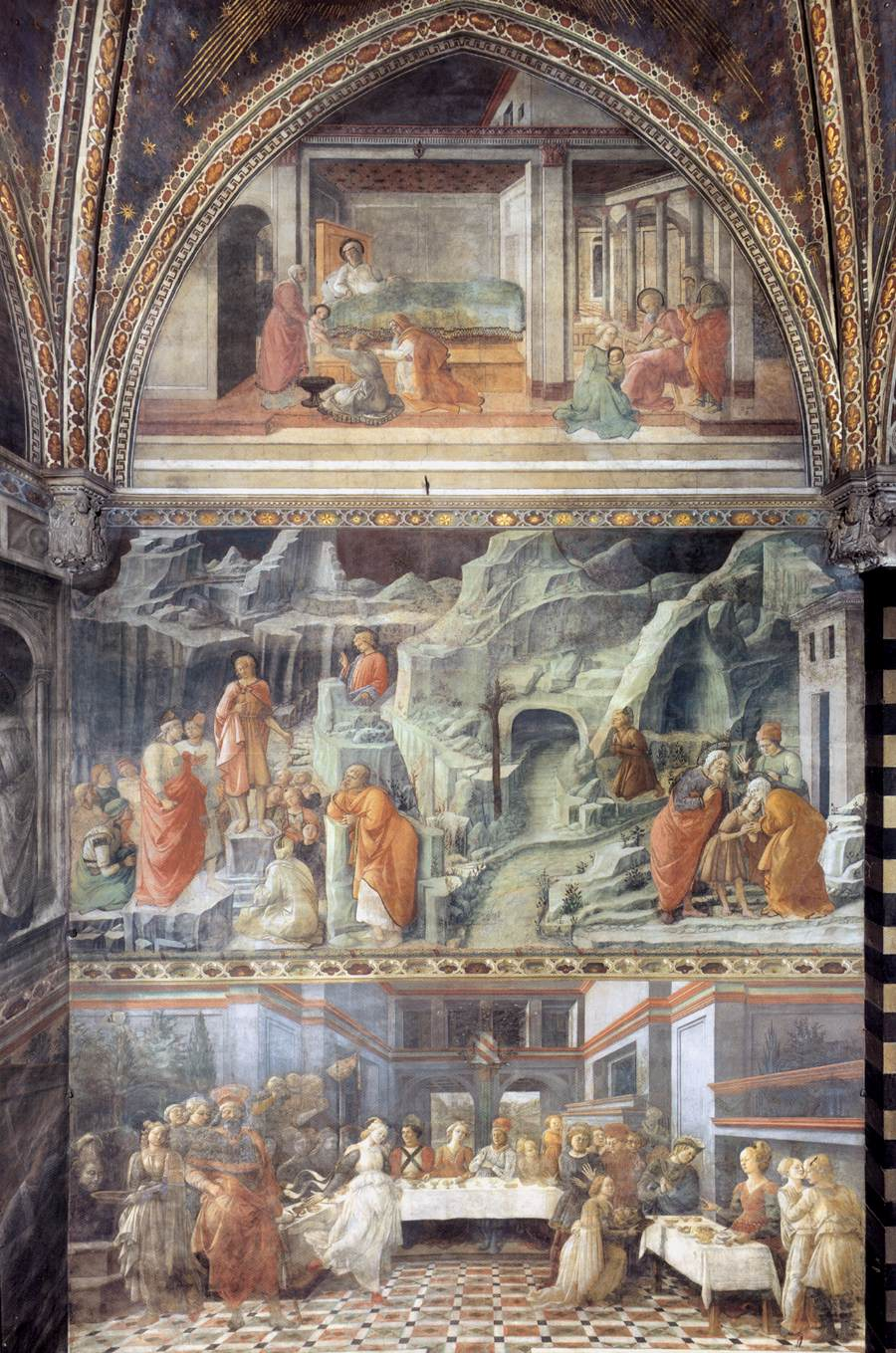
Filippo Lippi, ídem (el "banquete", en el cuerpo inferior).
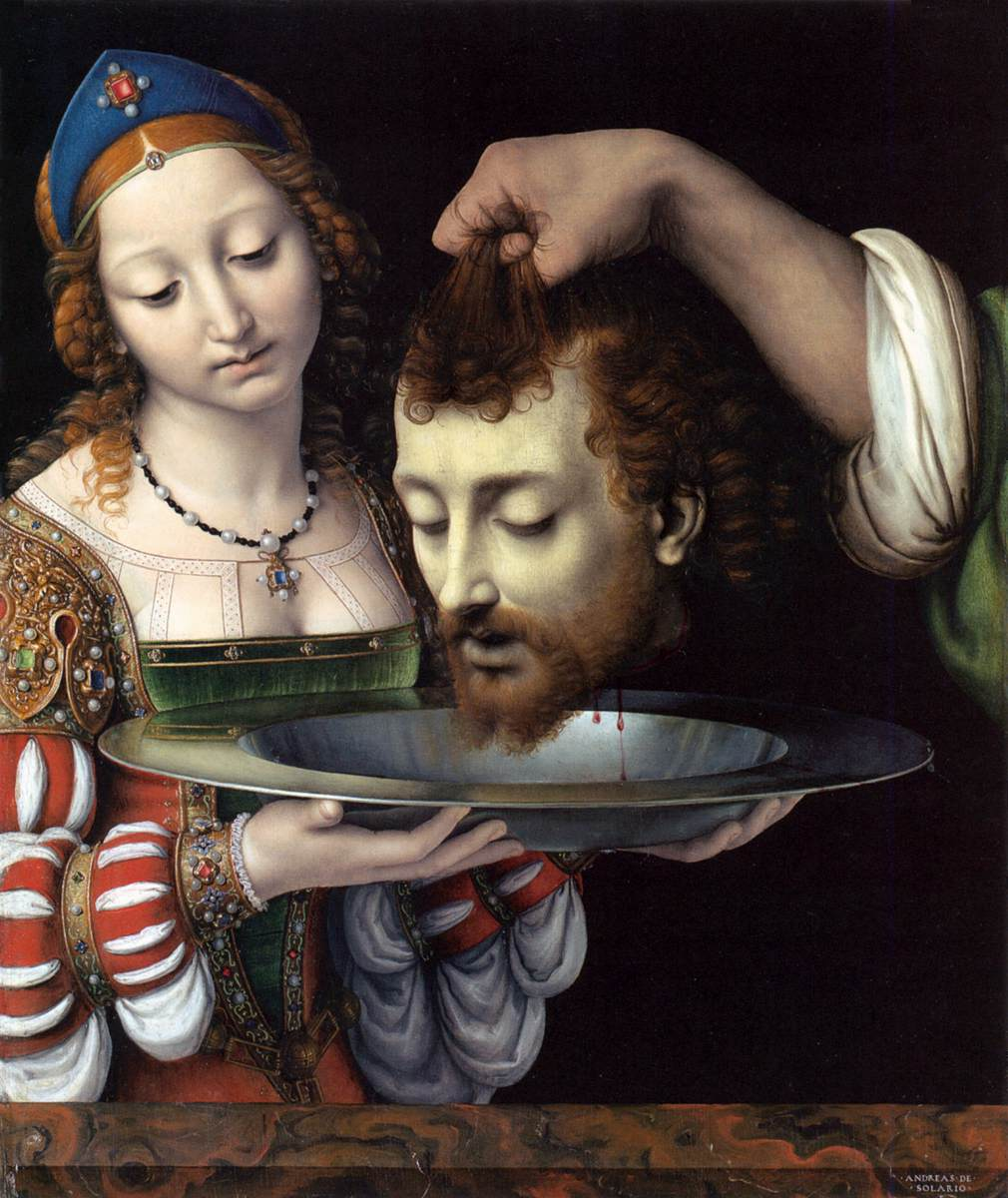
Andrea Solario, ca. 1506.
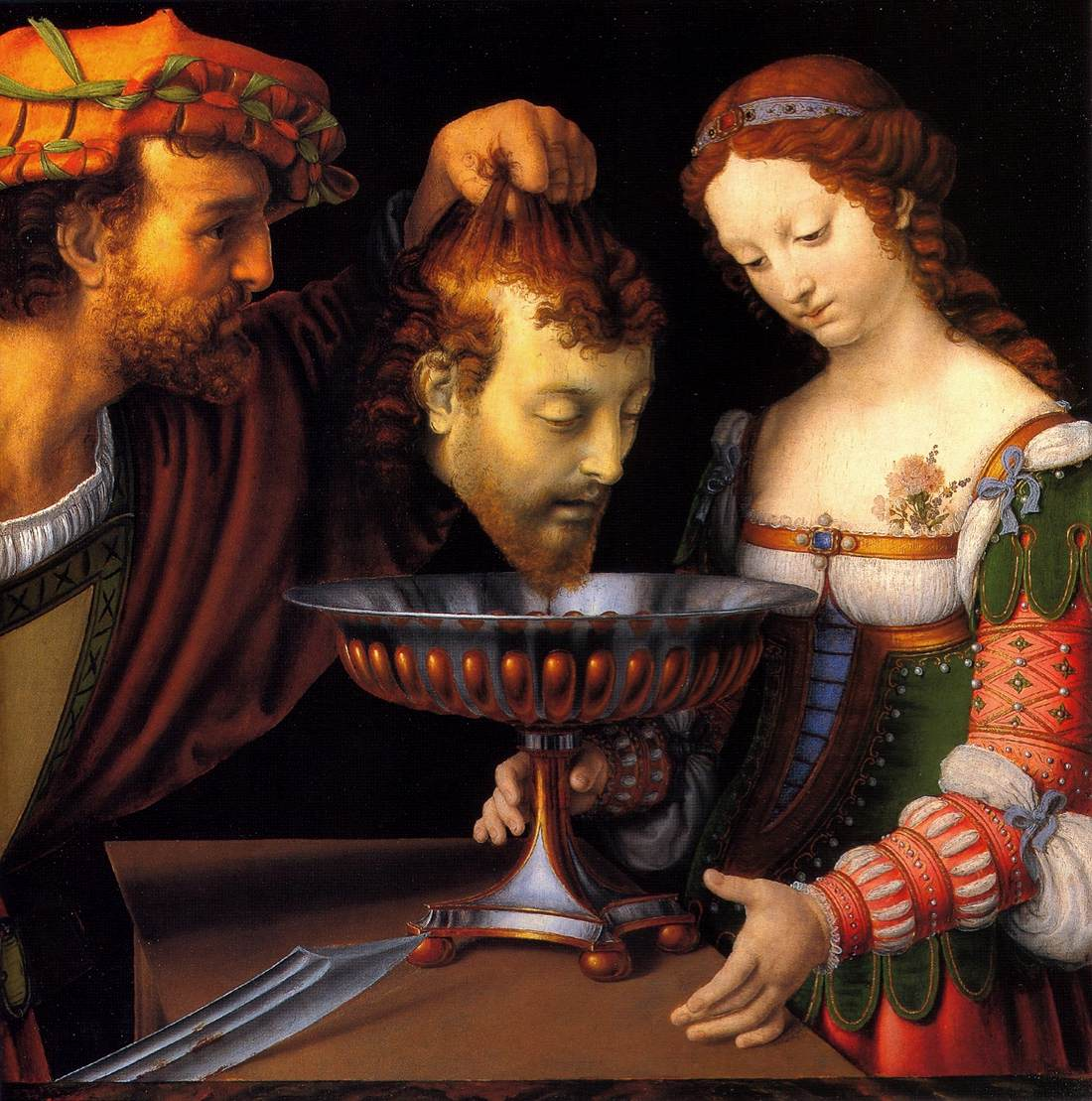
Andrea Solario.
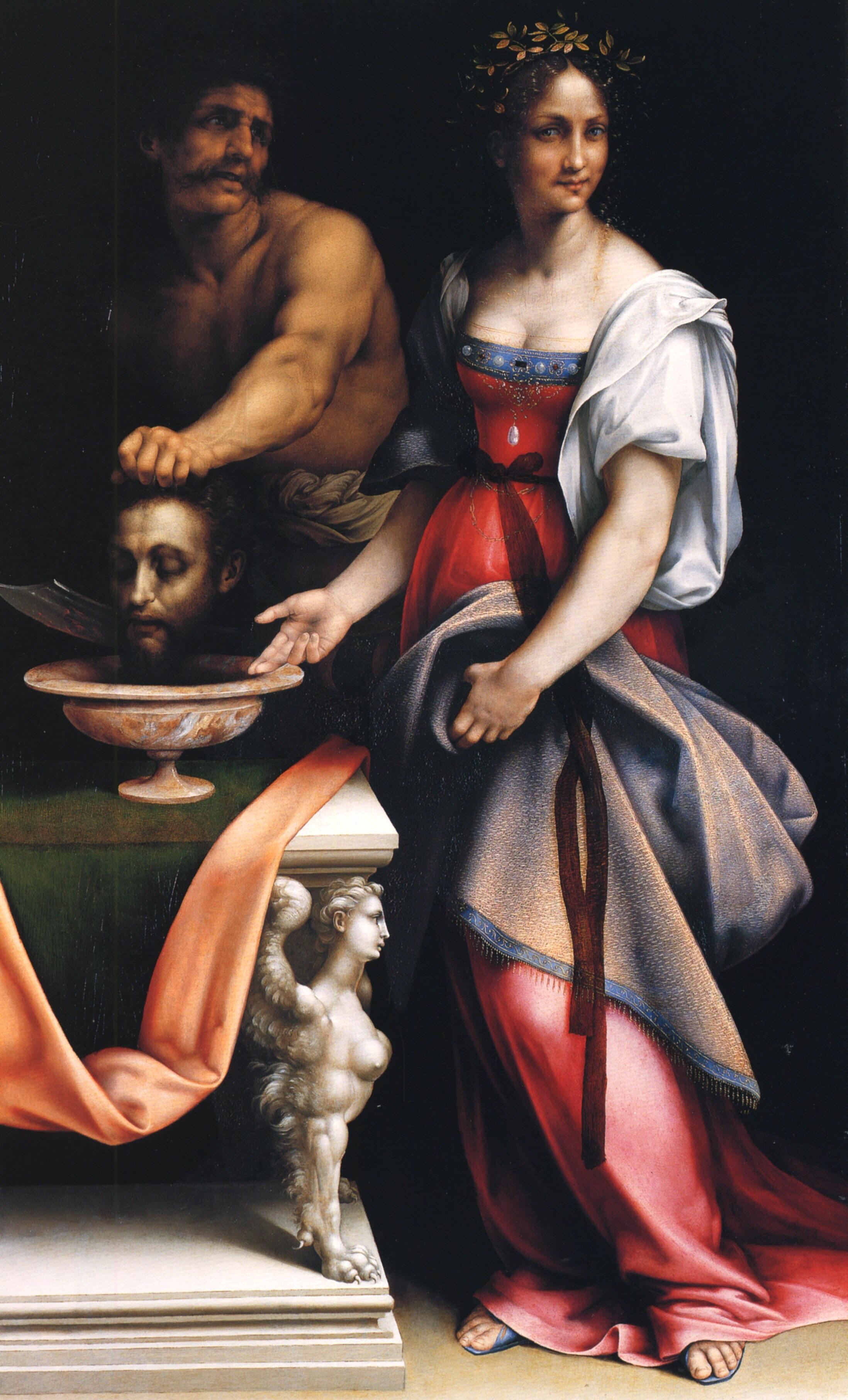
Cesare da Sesto.
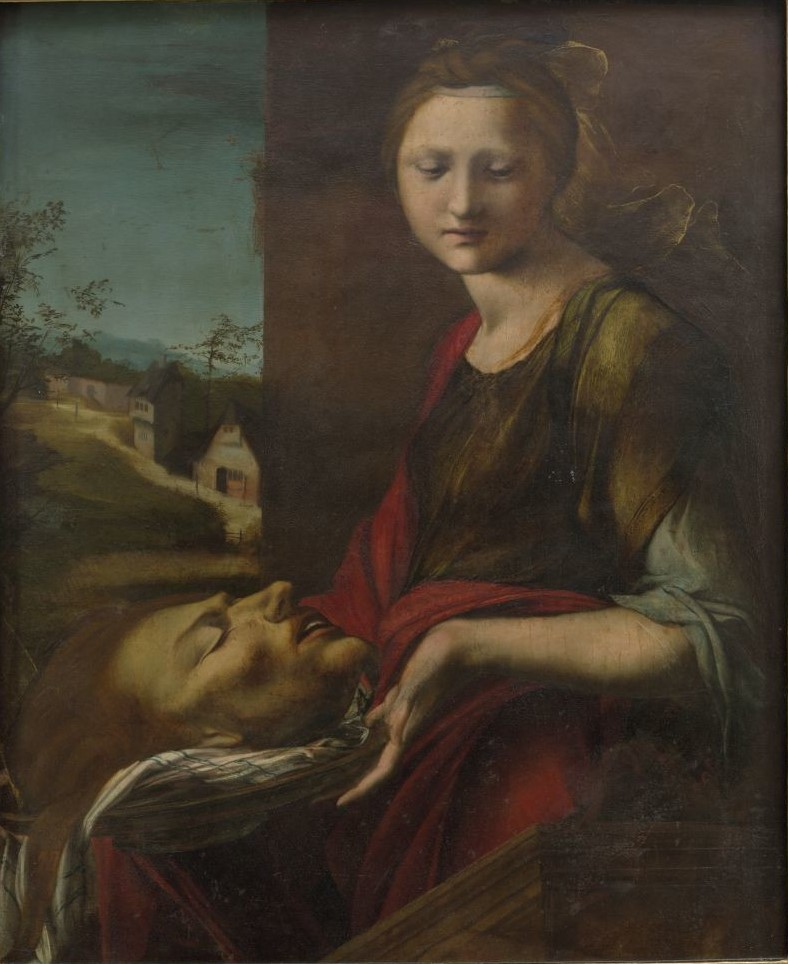
Alonso Berruguete, 1512-1517.
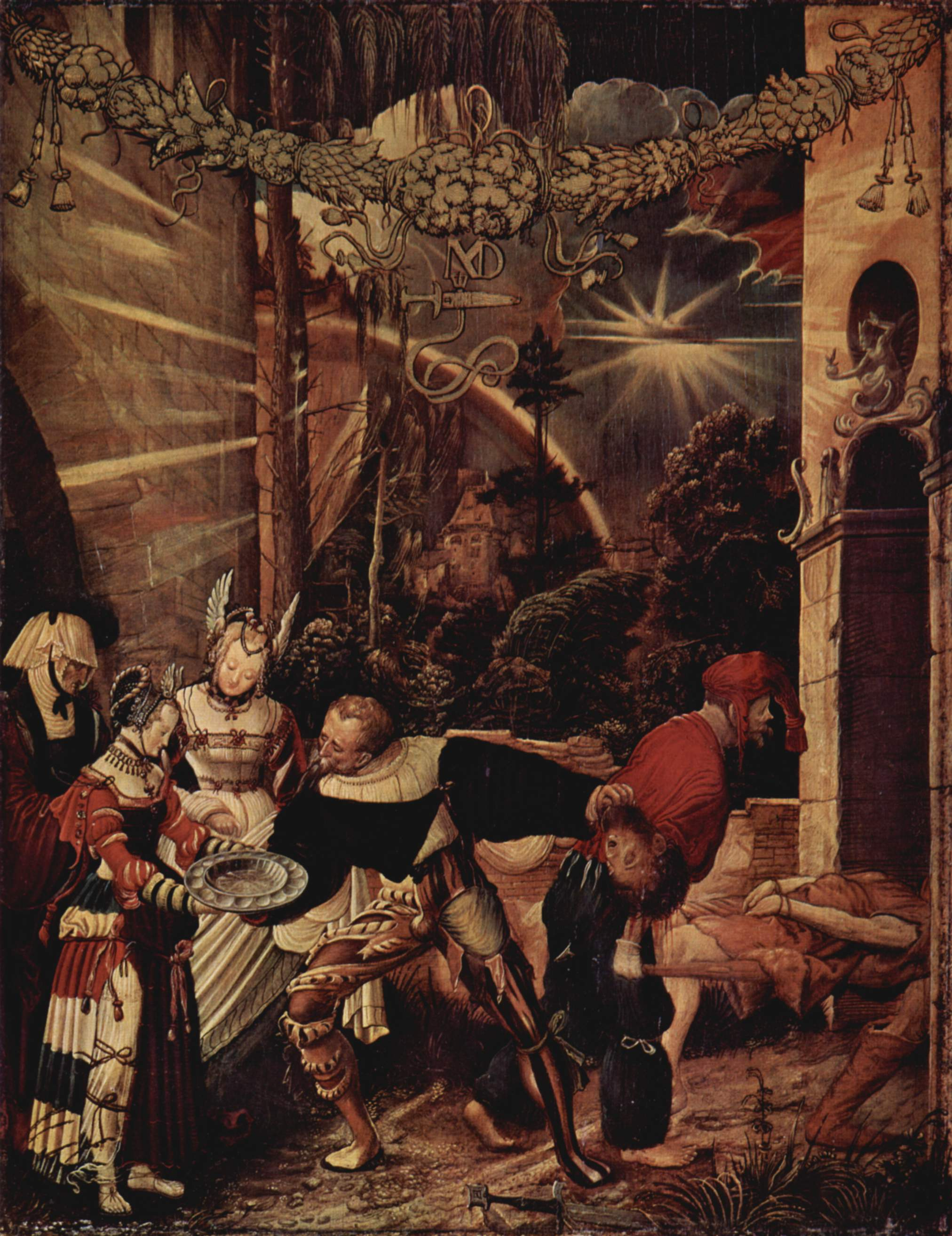
La decapitación de san Juan Bautista, de Niklaus Manuel, c. 1517.
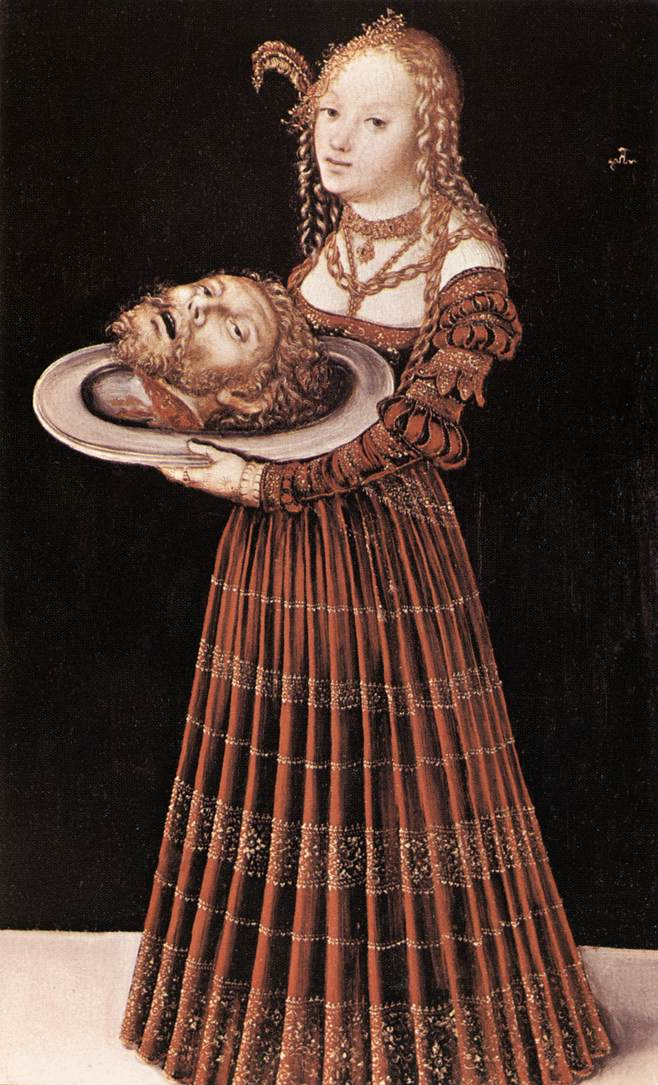
Lucas Cranach el Viejo, primera mitad del siglo XVI.
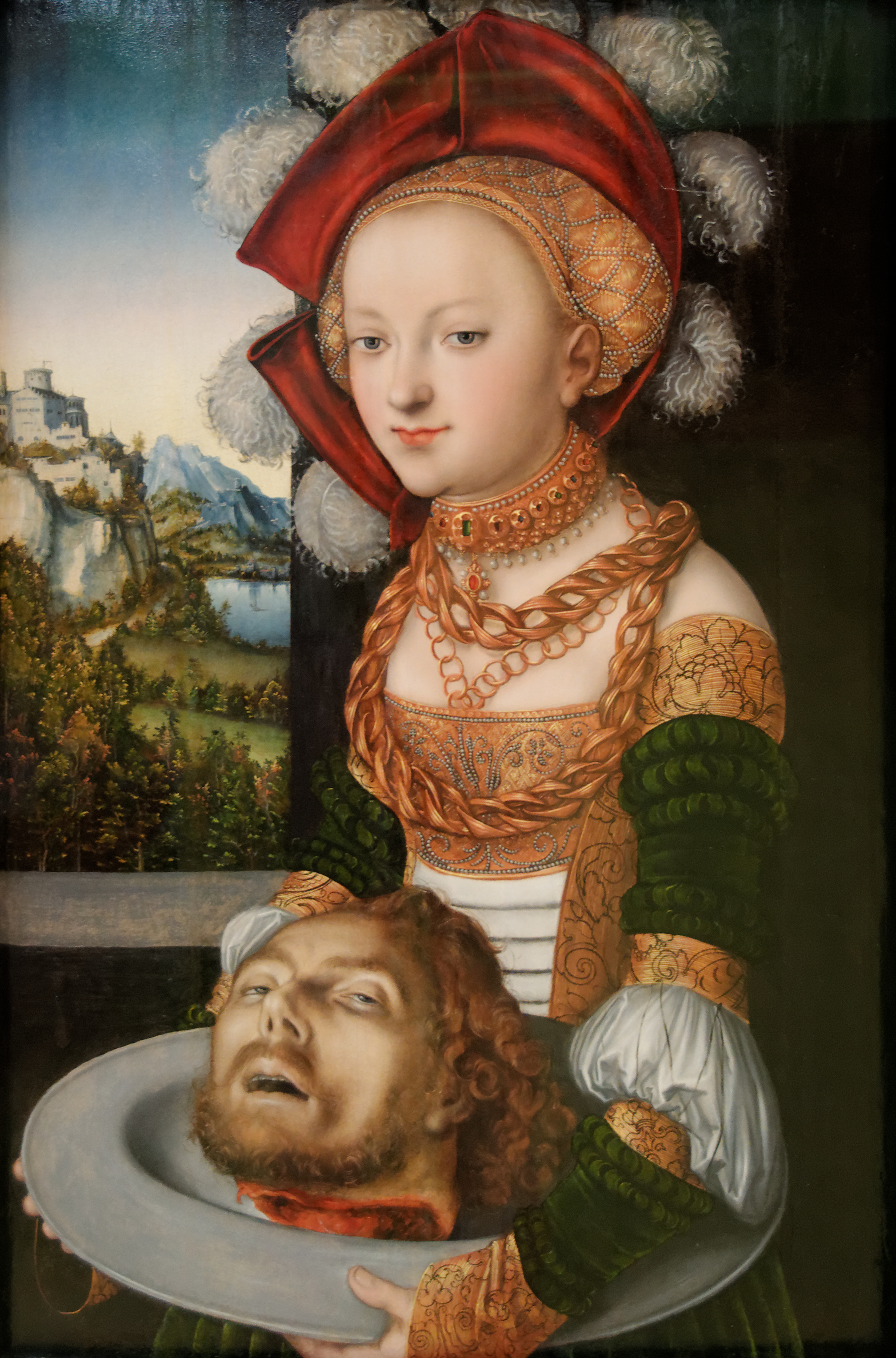
Lucas Cranach.
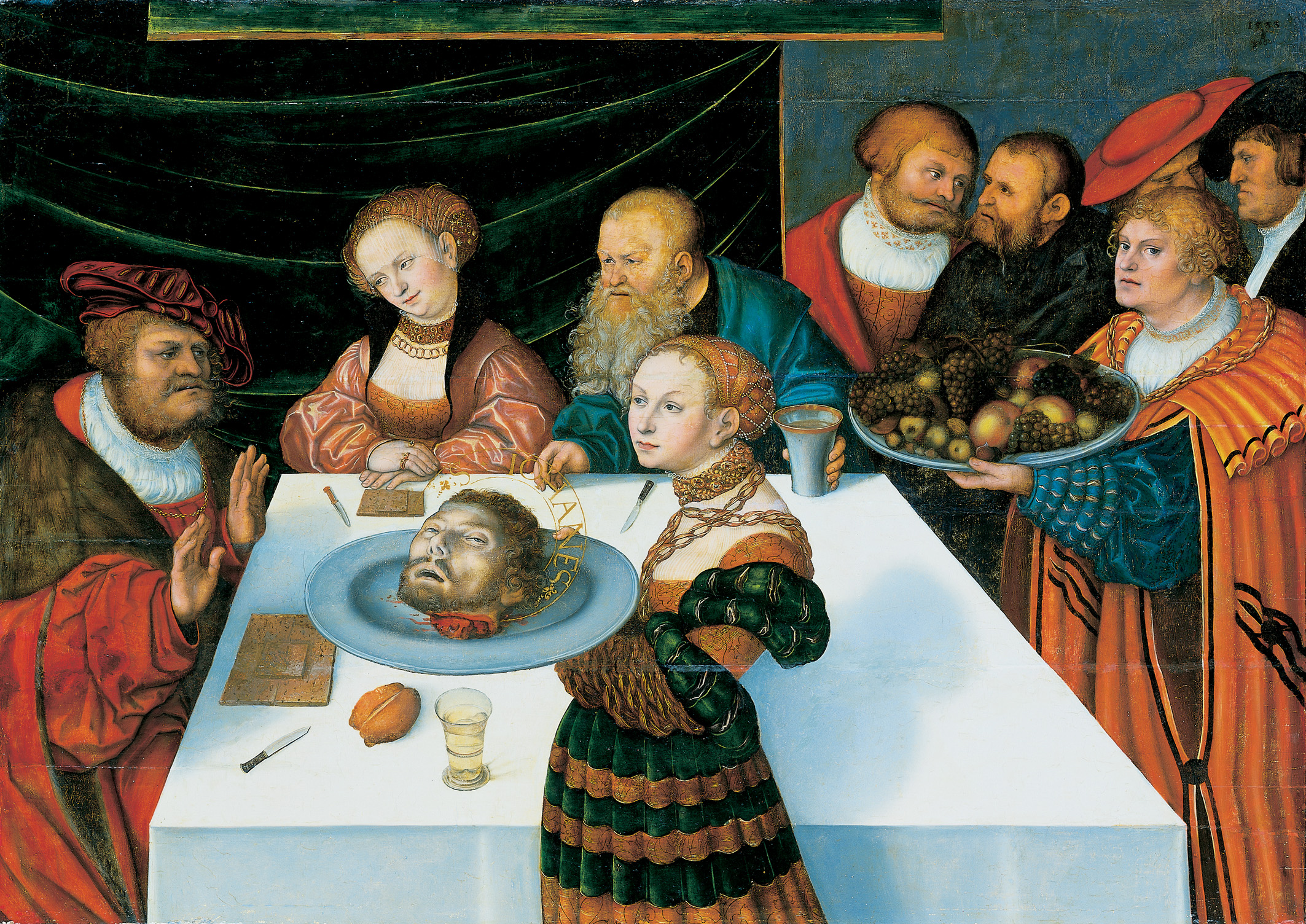
Lucas Cranach, 1533.
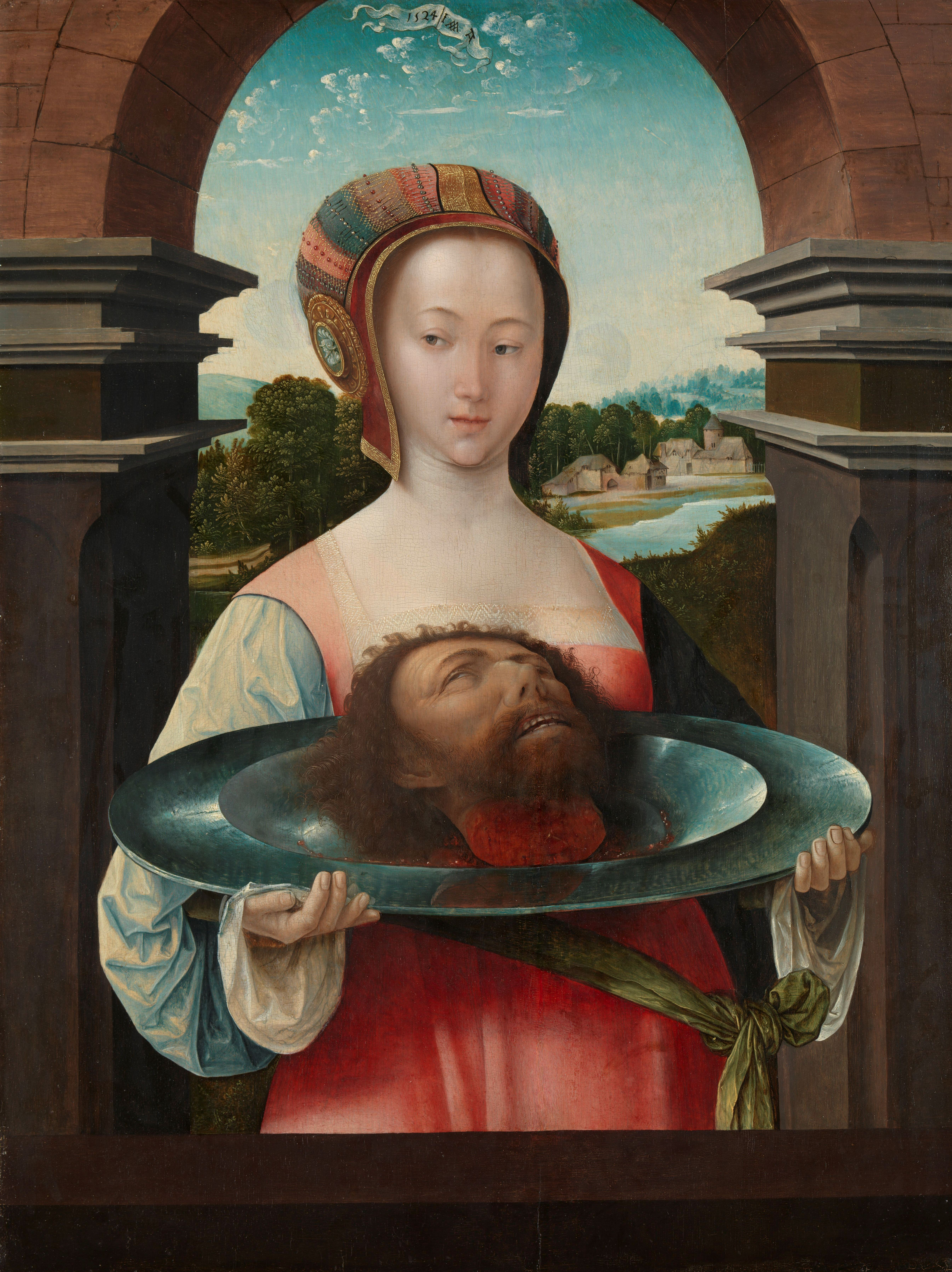
Jacob Cornelisz van Oostsanen, 1524.

Tiziano trató varias veces el tema (en dos ocasiones muy separadas en el tiempo, dada la longevidad del artista veneciano).

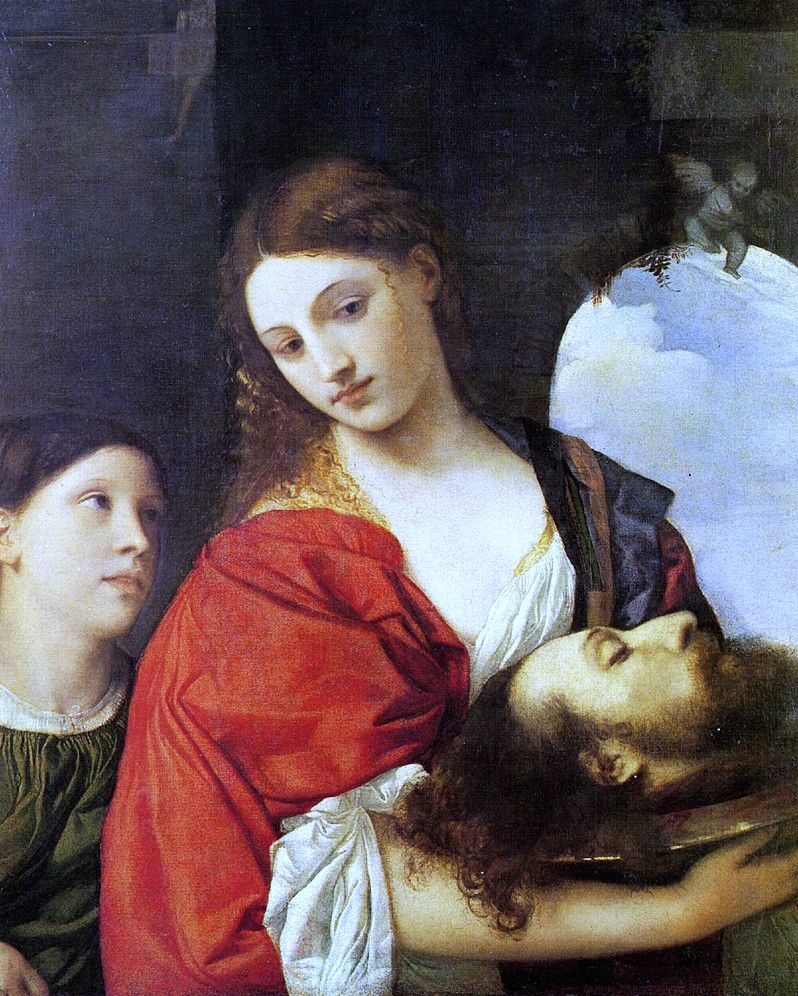
Salomé, de Tiziano, ca. 1515.
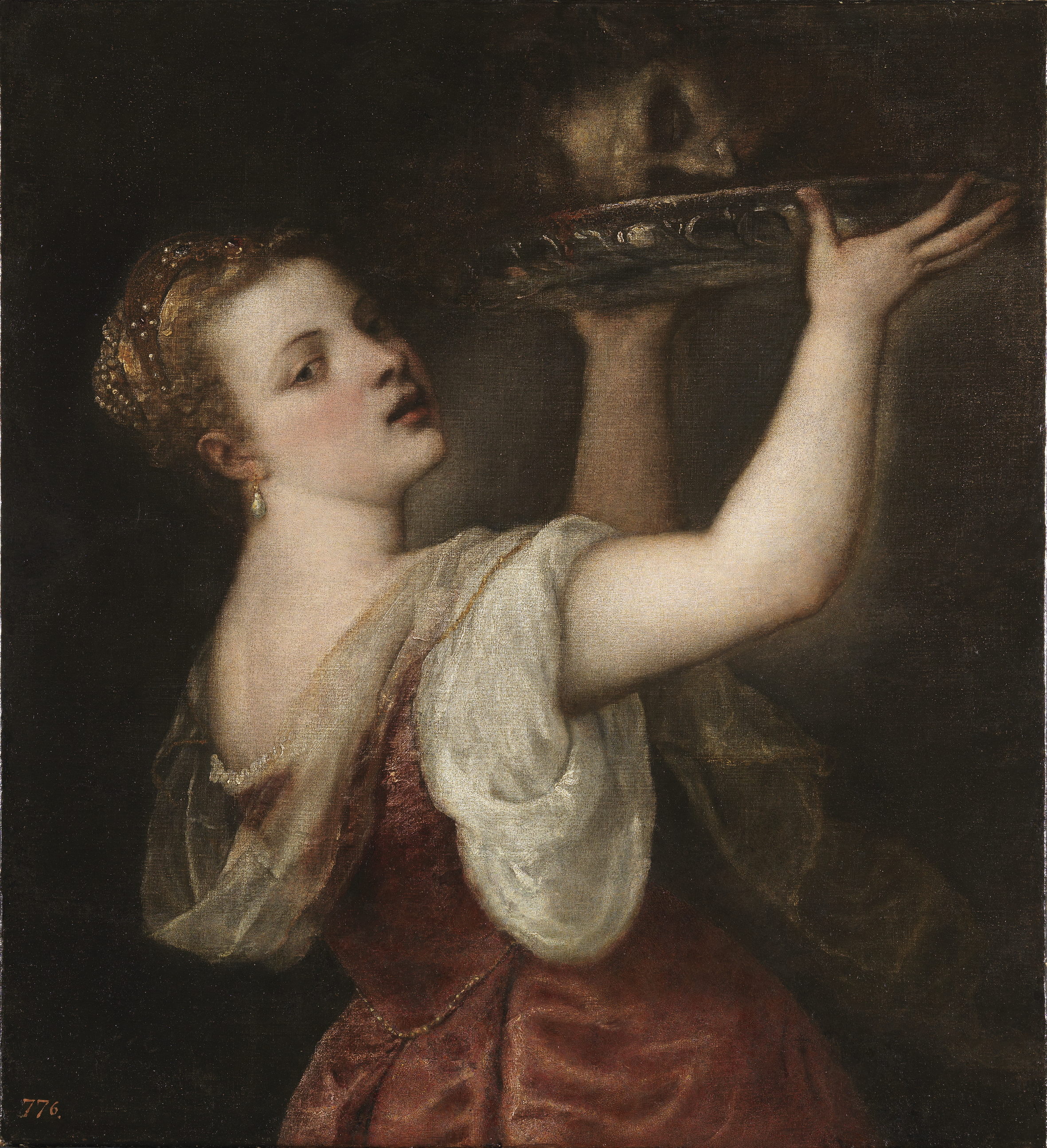
Tiziano, ca. 1550.

En composición similar, Bernardino Luini representó repetidas veces el tema, con ligeras variantes, hacia 1525 (además de las mostradas aquí, hay otra conservada en el Museo del Prado).

Salomé en obras de Bernardino Luini
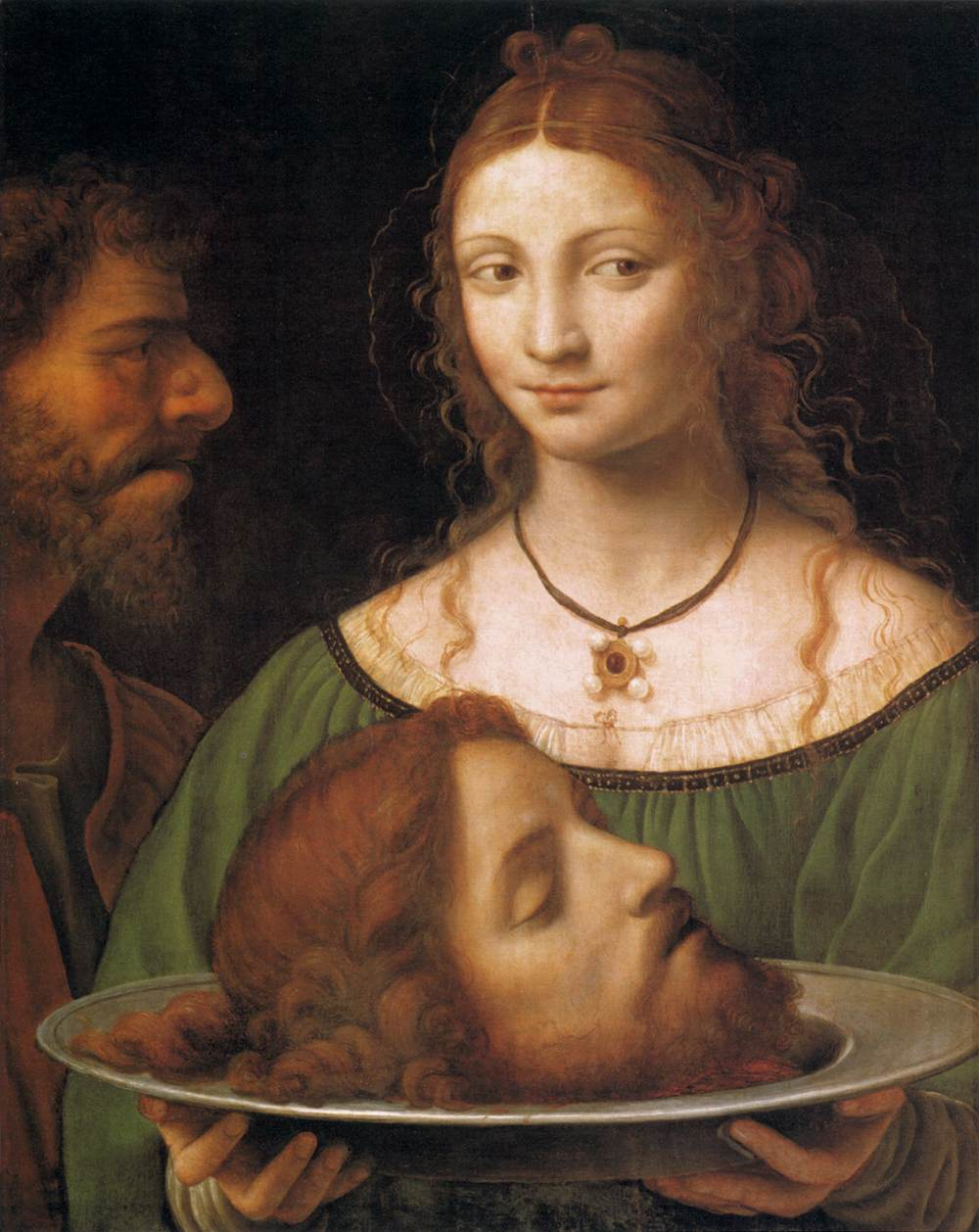
Bernardino Luini (Kunshistorischen, Viena).
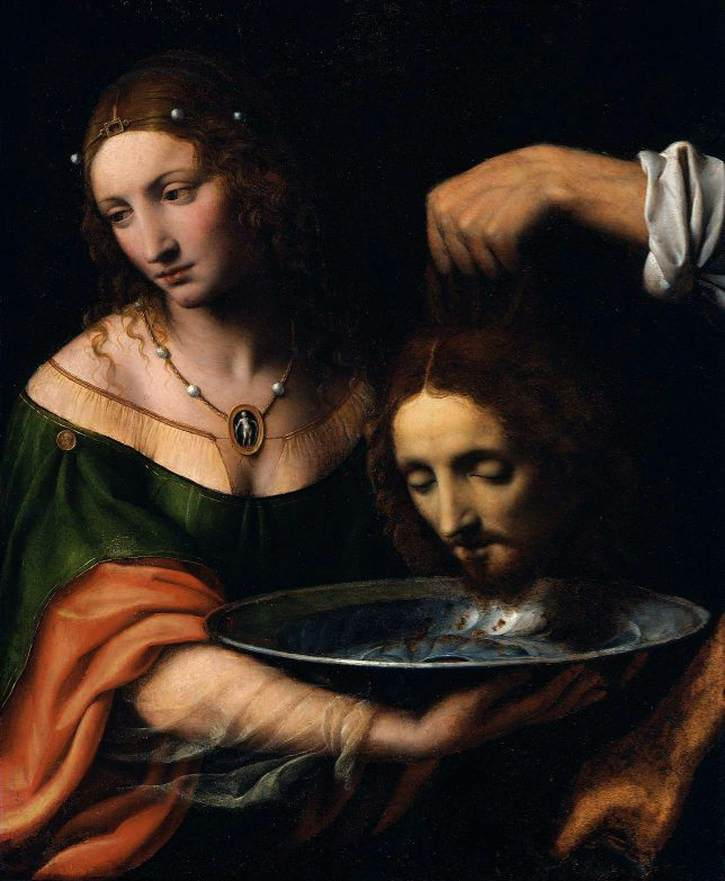
Bernardino Luini (Fine Arts, Boston).
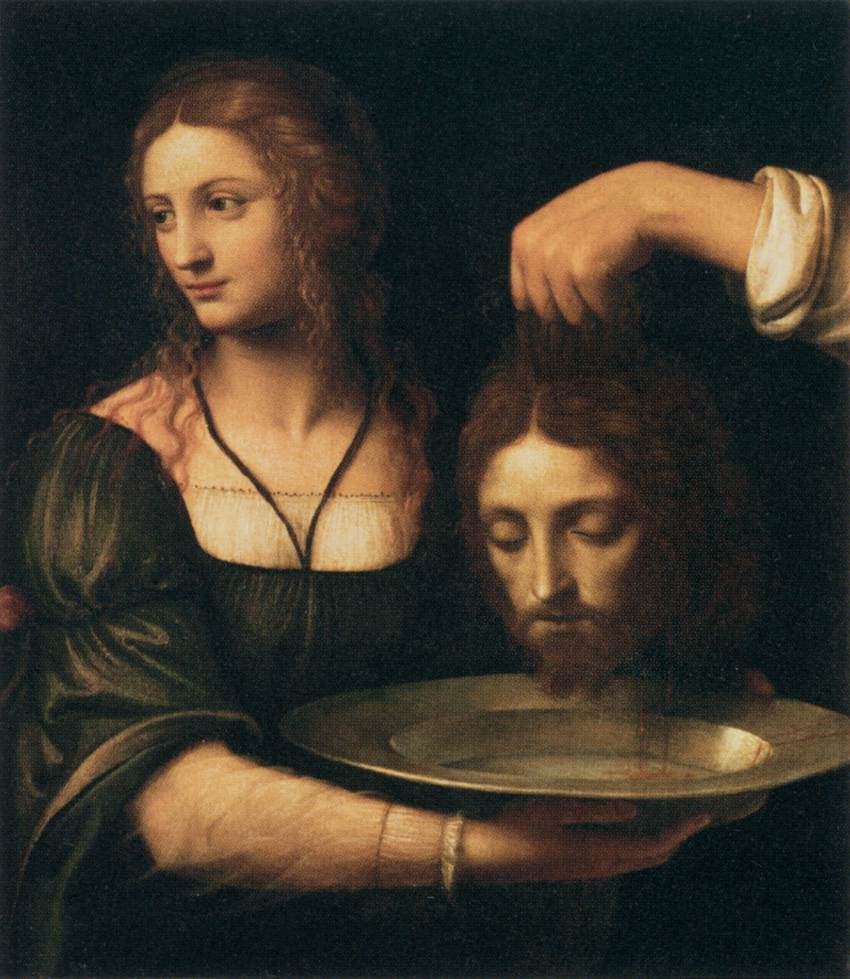
Bernardino Luini (Louvre, París).
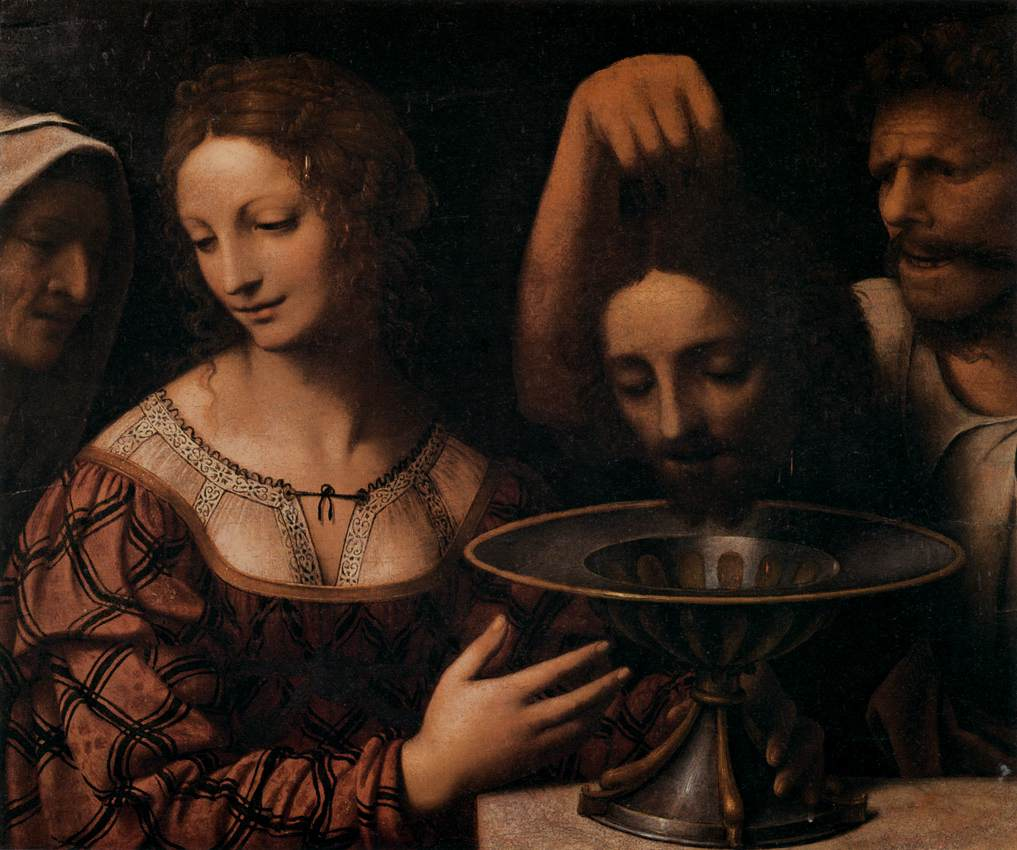
Bernardino Luini (Ufizzi, Florencia).

Ya en el Barroco, Caravaggio, además de tratar el tema de San Juan Bautista ocho veces, realiza dos obras sobre Salomé y el Bautista; además de una decapitación del Bautista.

Salomé en obras de Caravaggio
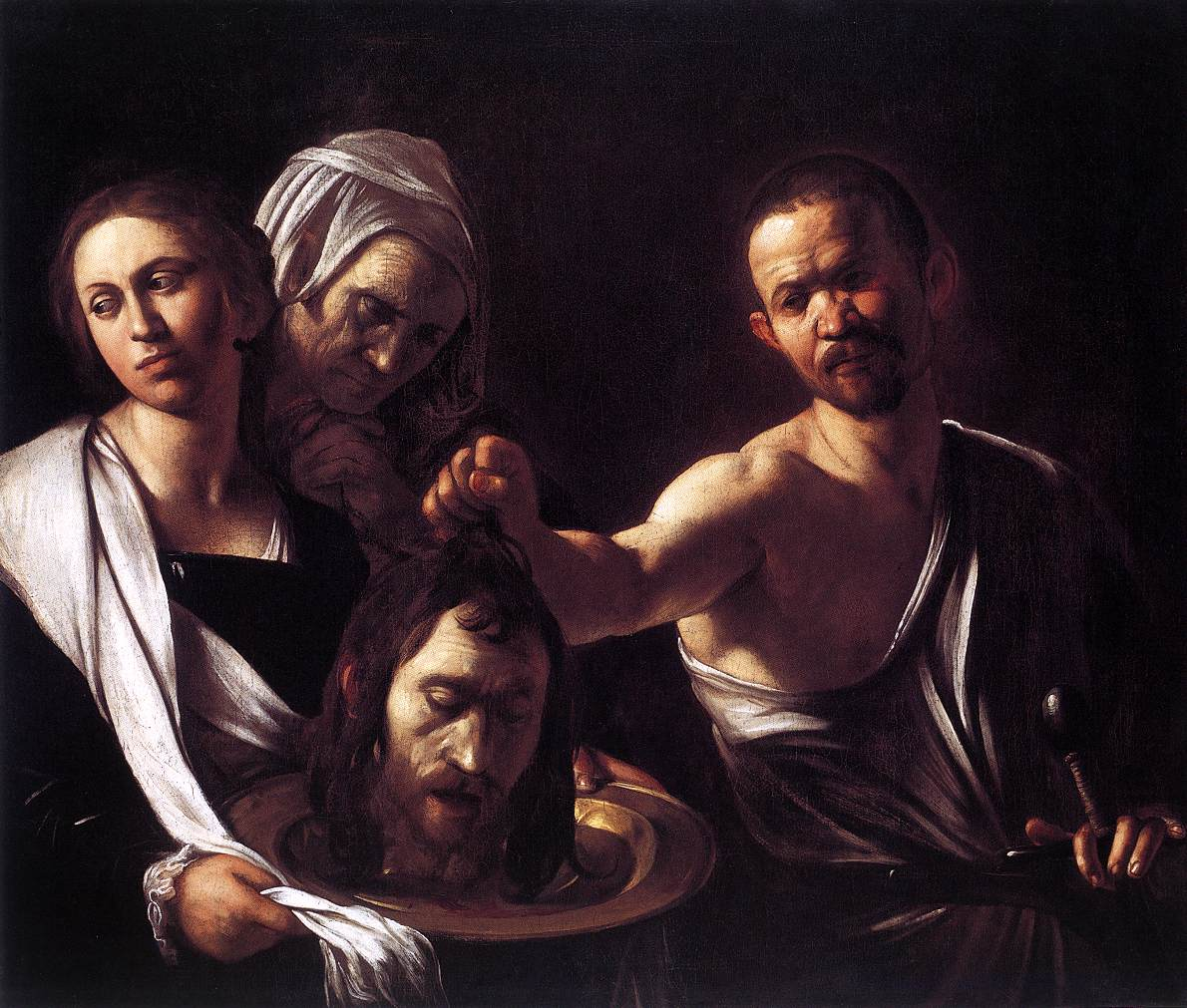
Salomé con la cabeza de Juan el Bautista (Caravaggio, Londres), de 1607.
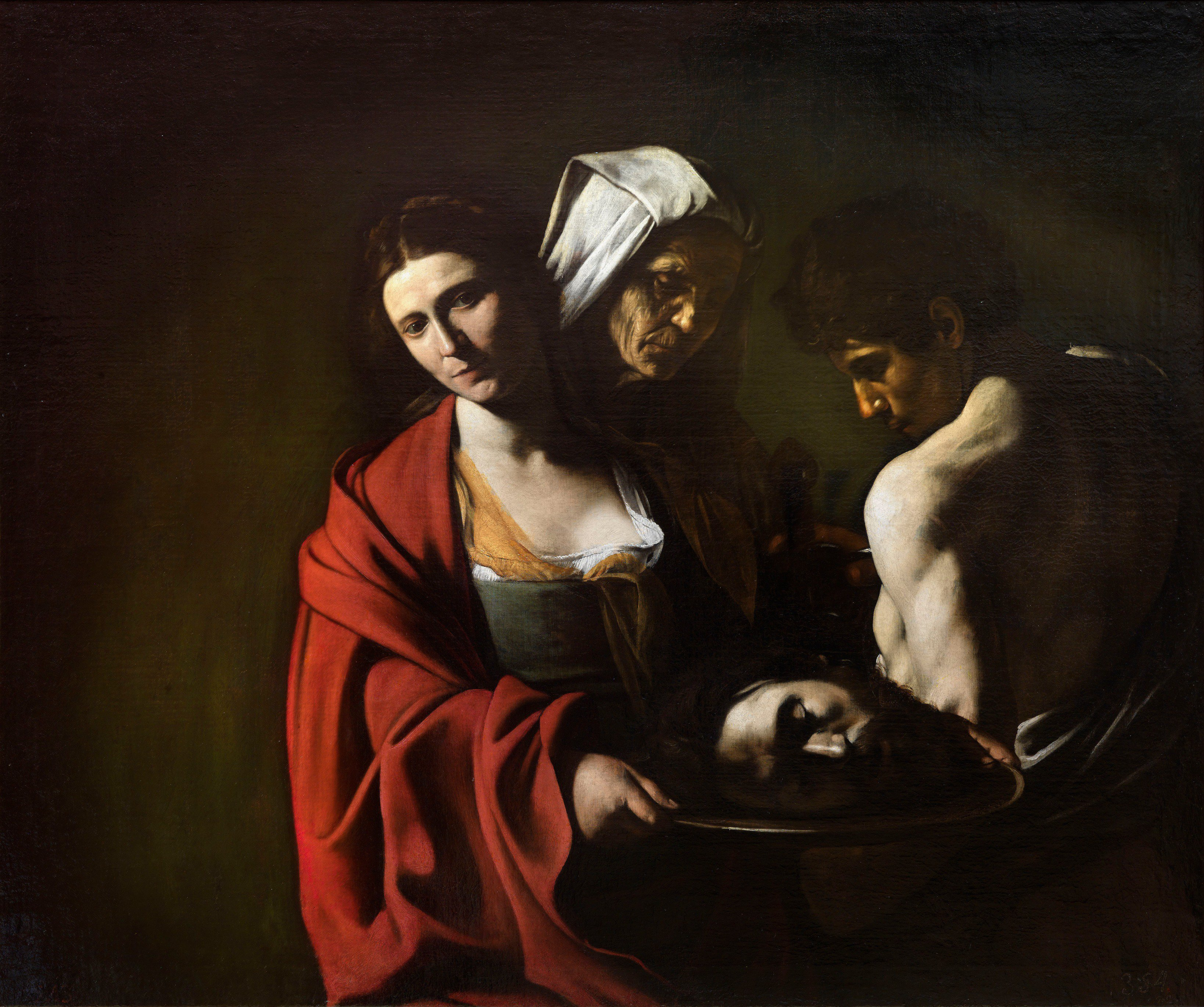
Salomé con la cabeza de Juan el Bautista (Caravaggio, Madrid), de 1609.
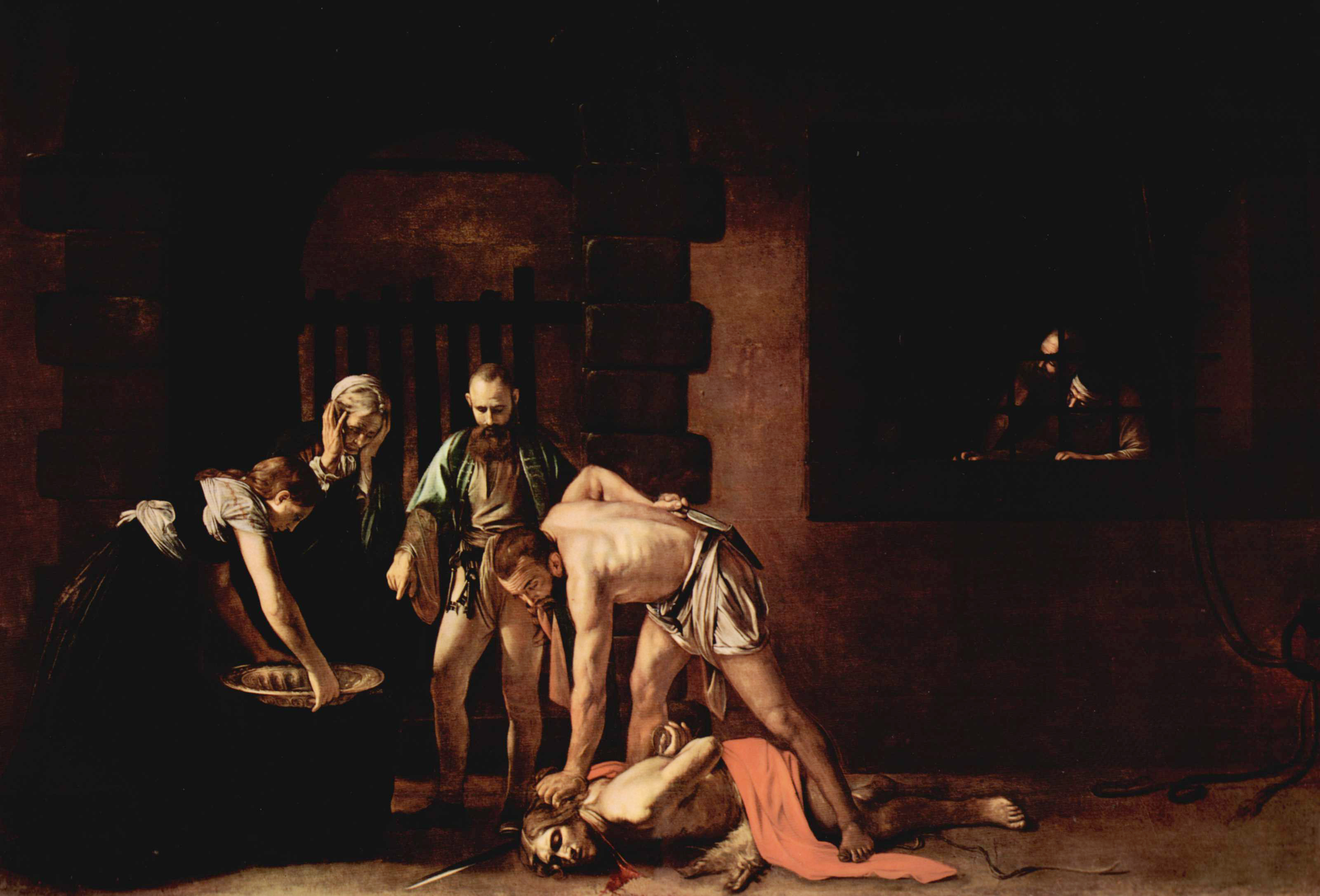
La decapitación de San Juan Bautista (Caravaggio), de 1608.

Entre otros pintores que se sintieron atraídos por el tema, hasta el punto de realizar varias versiones, estuvo Guido Reni. 

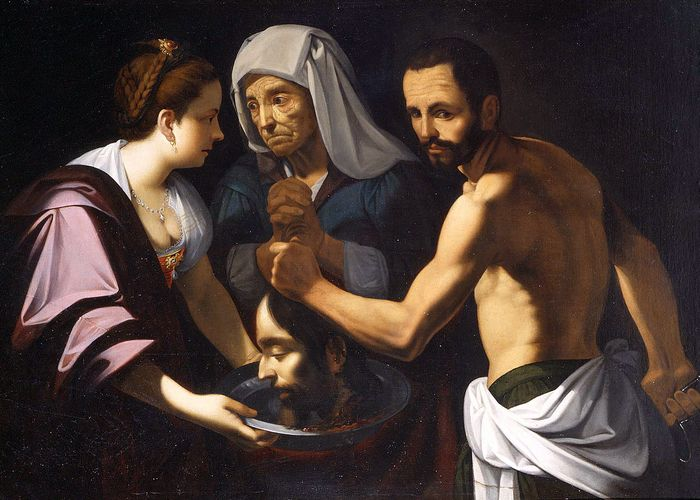
Carlo Sellitto, antes de 1614 (obviamente influenciado por Caravaggio).
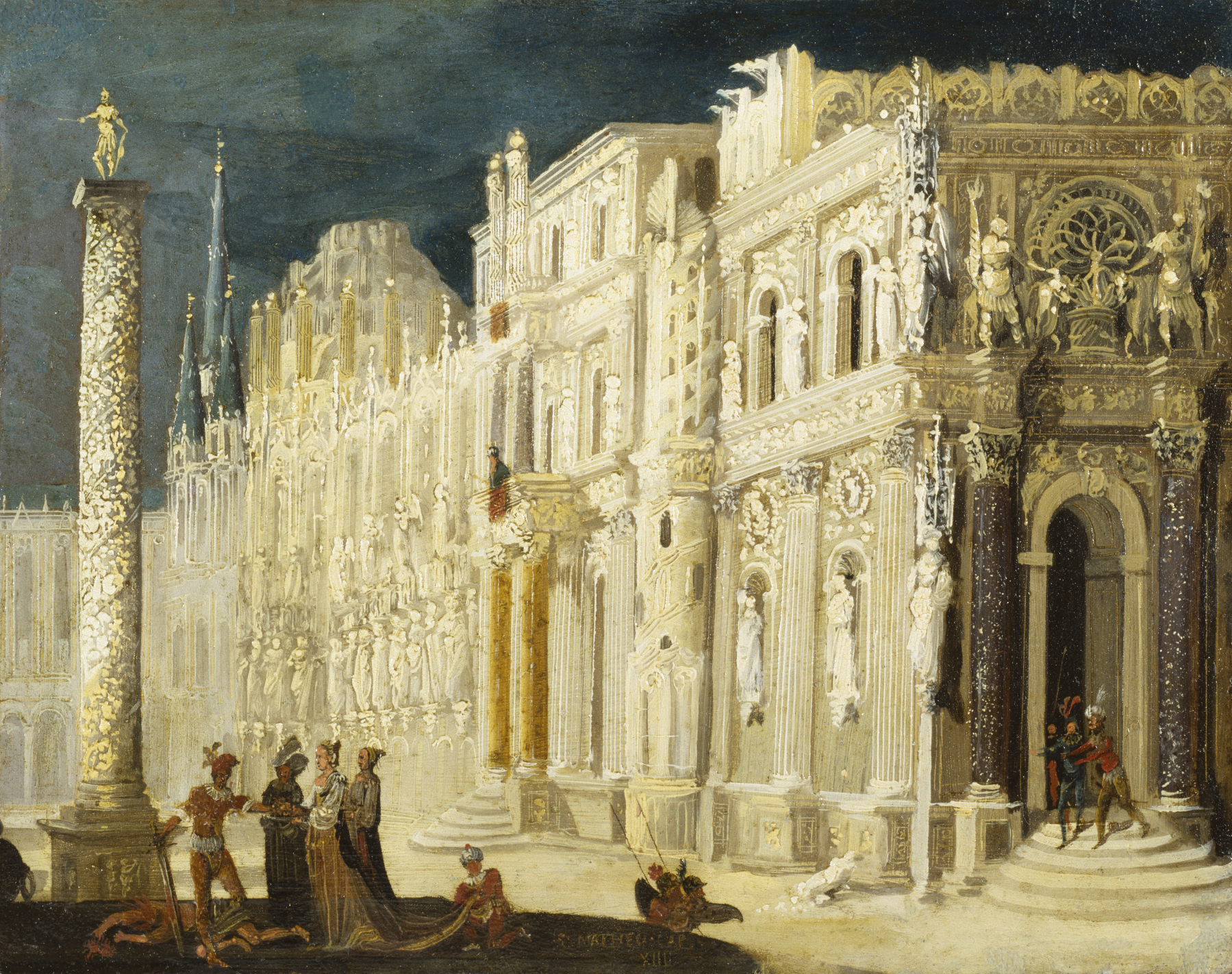
François de Nomé, 1620-1624.
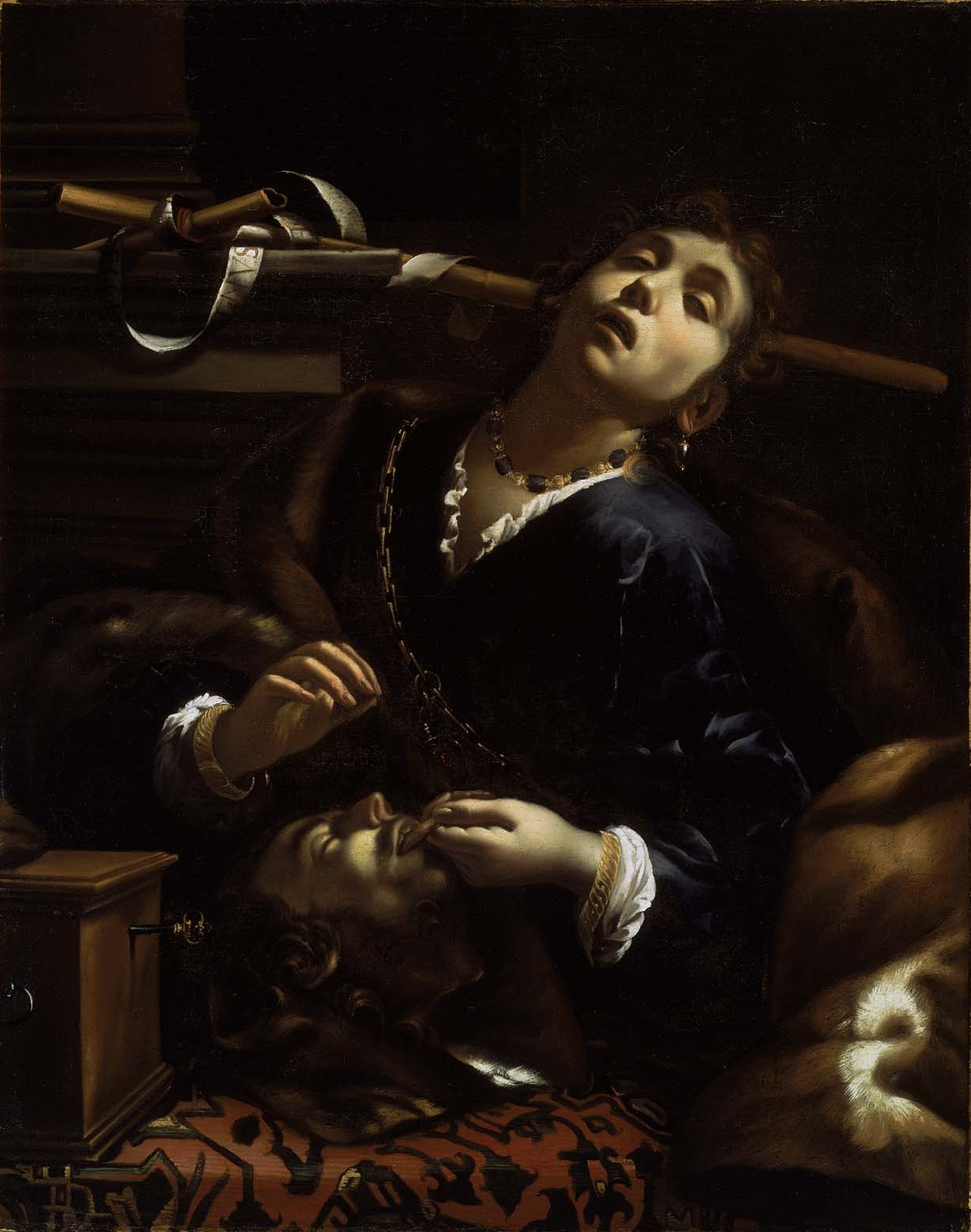
Francesco del Cairo, 1625-1630.
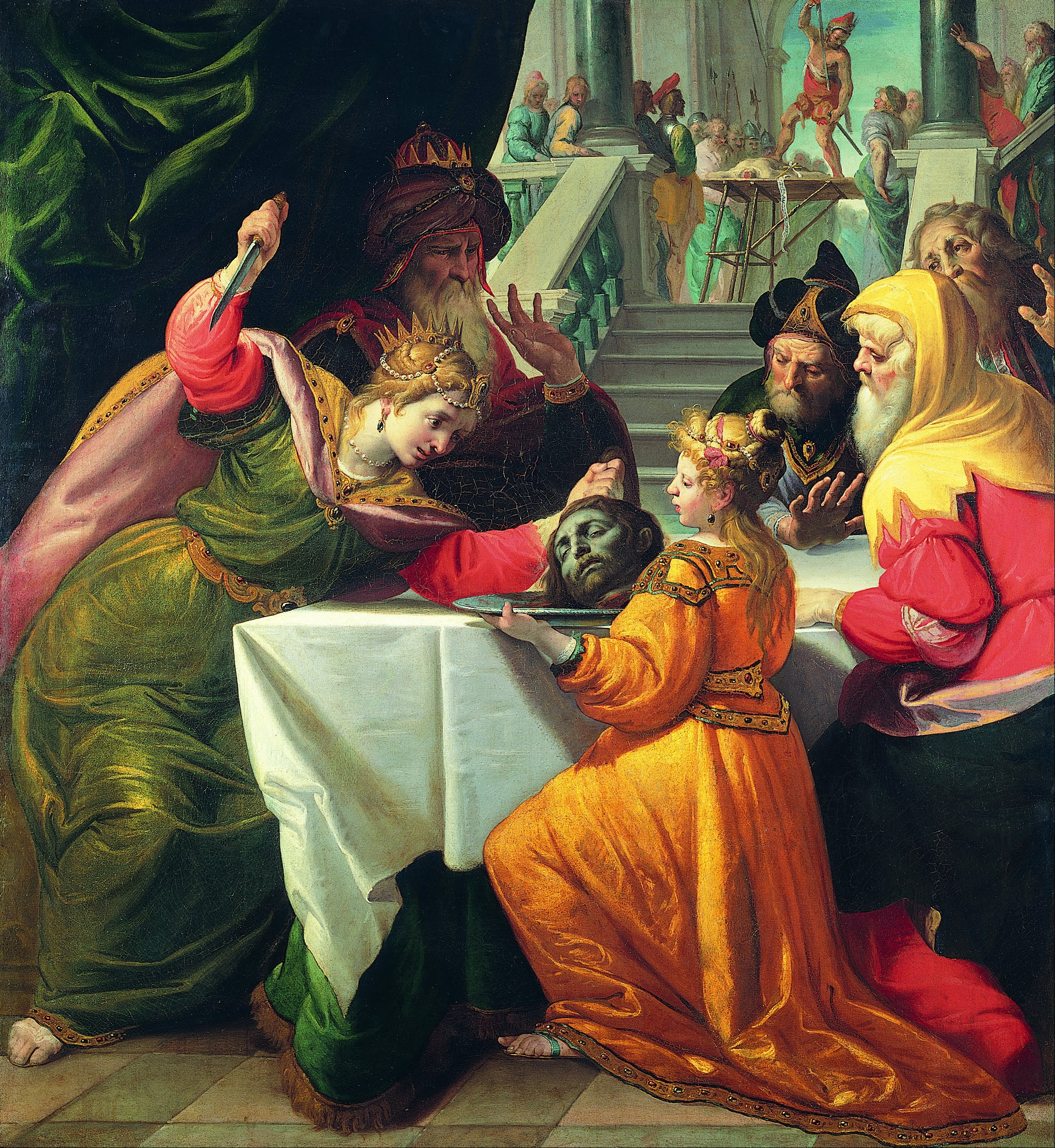
Andrea Ansaldo, ca. 1630.
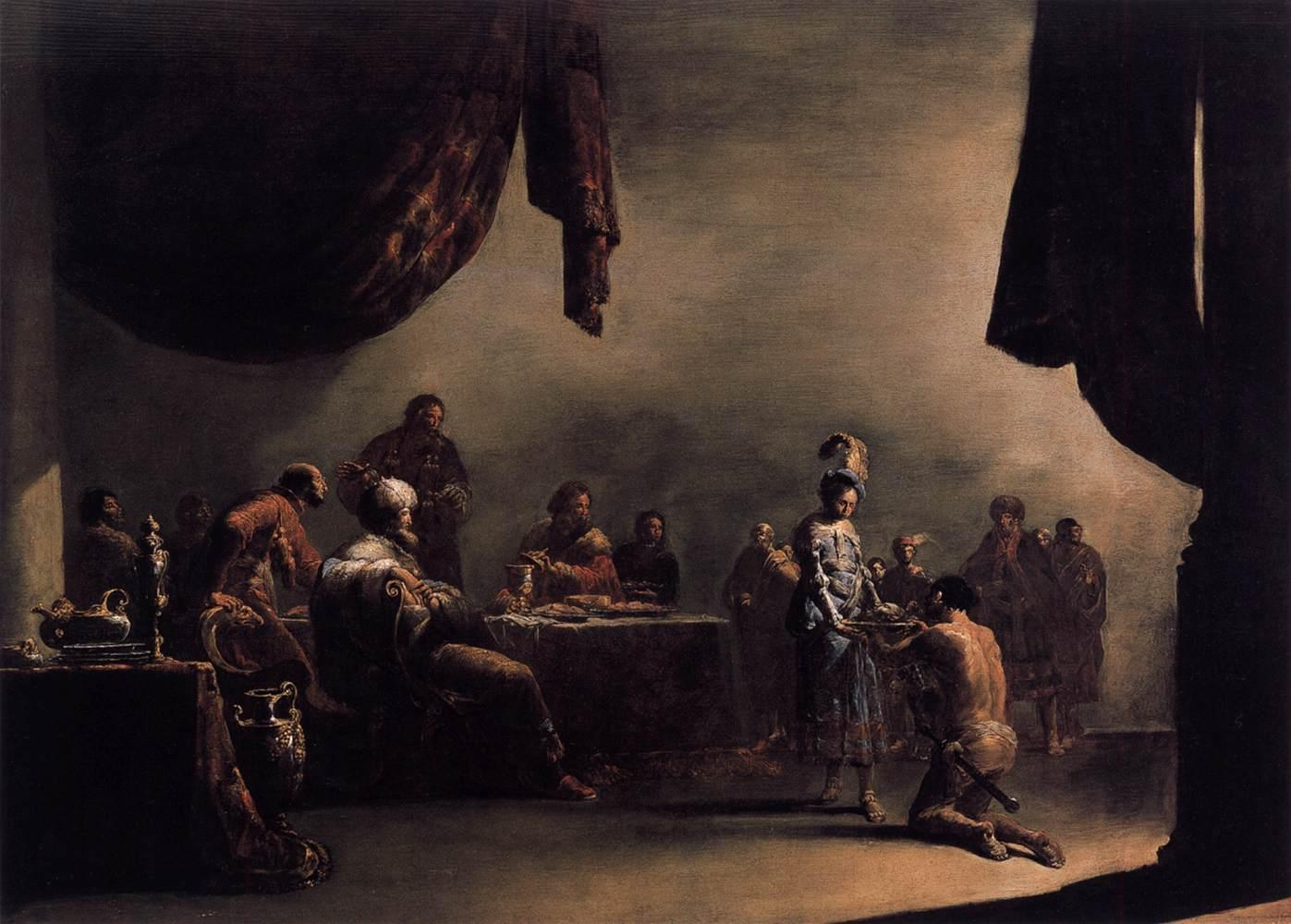
Leonaert Bramer, ca. 1630.
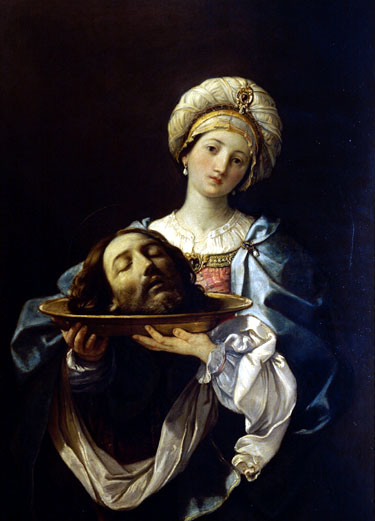
Guido Reni, 1630-1635.
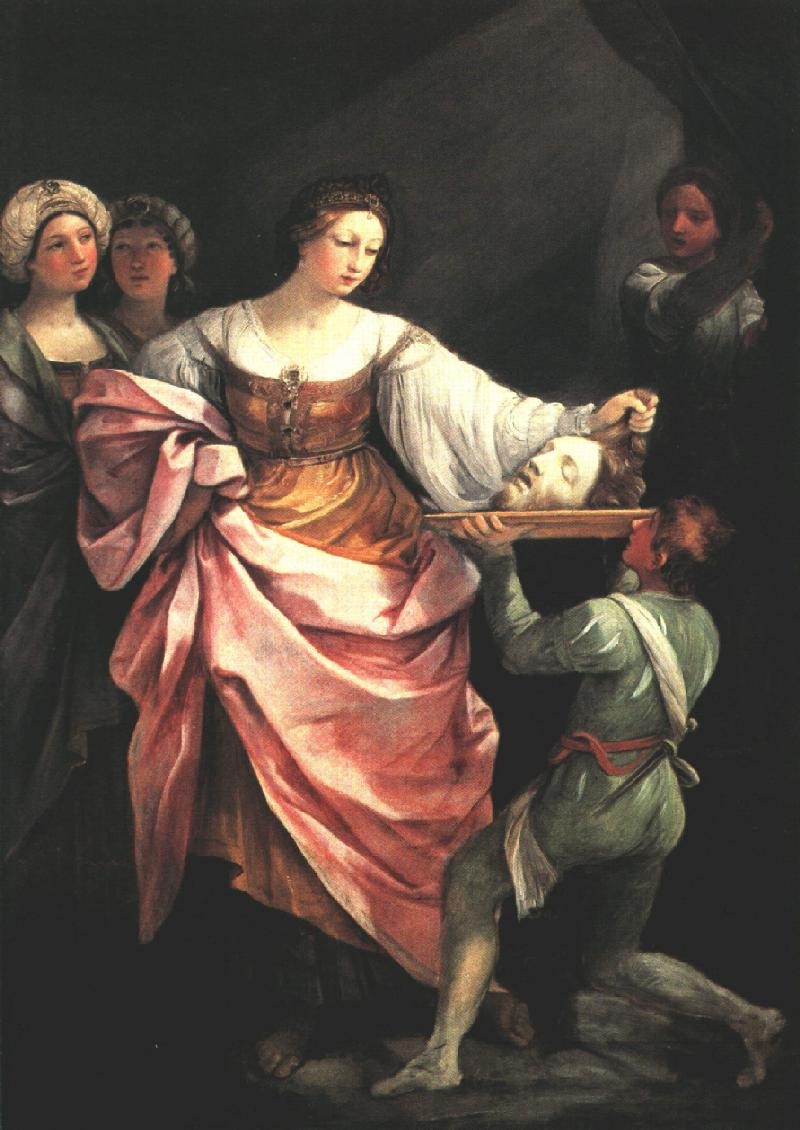
Guido Reni, 1639.
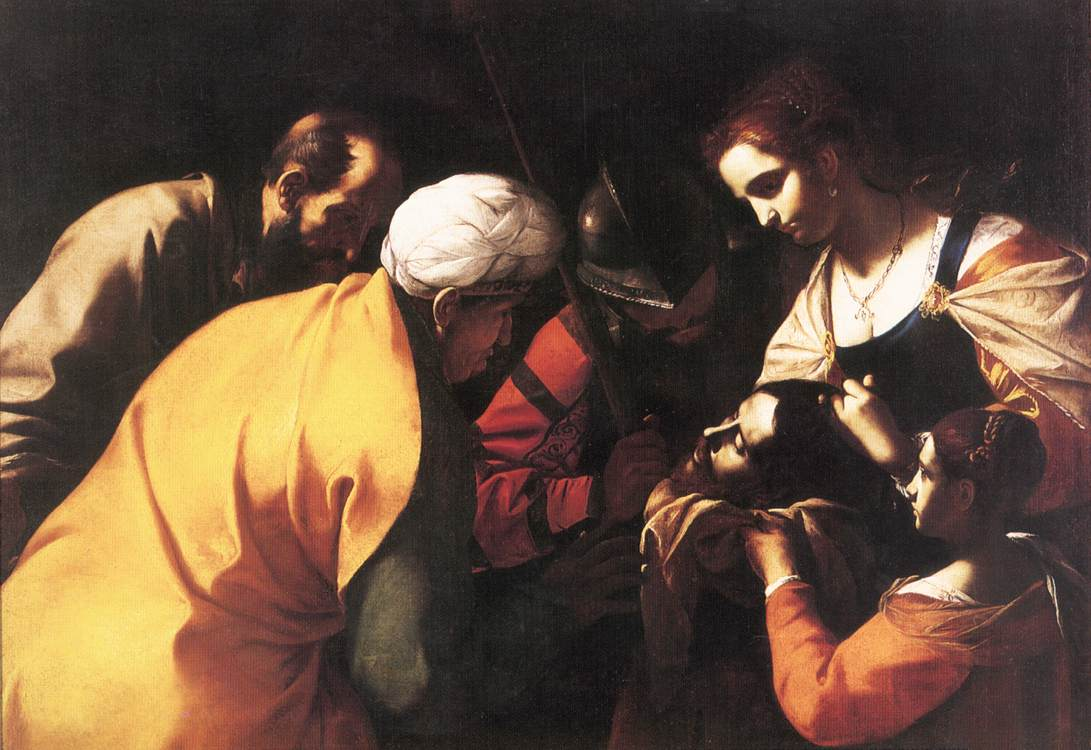
Mattia Preti, segunda mitad del siglo XVII.
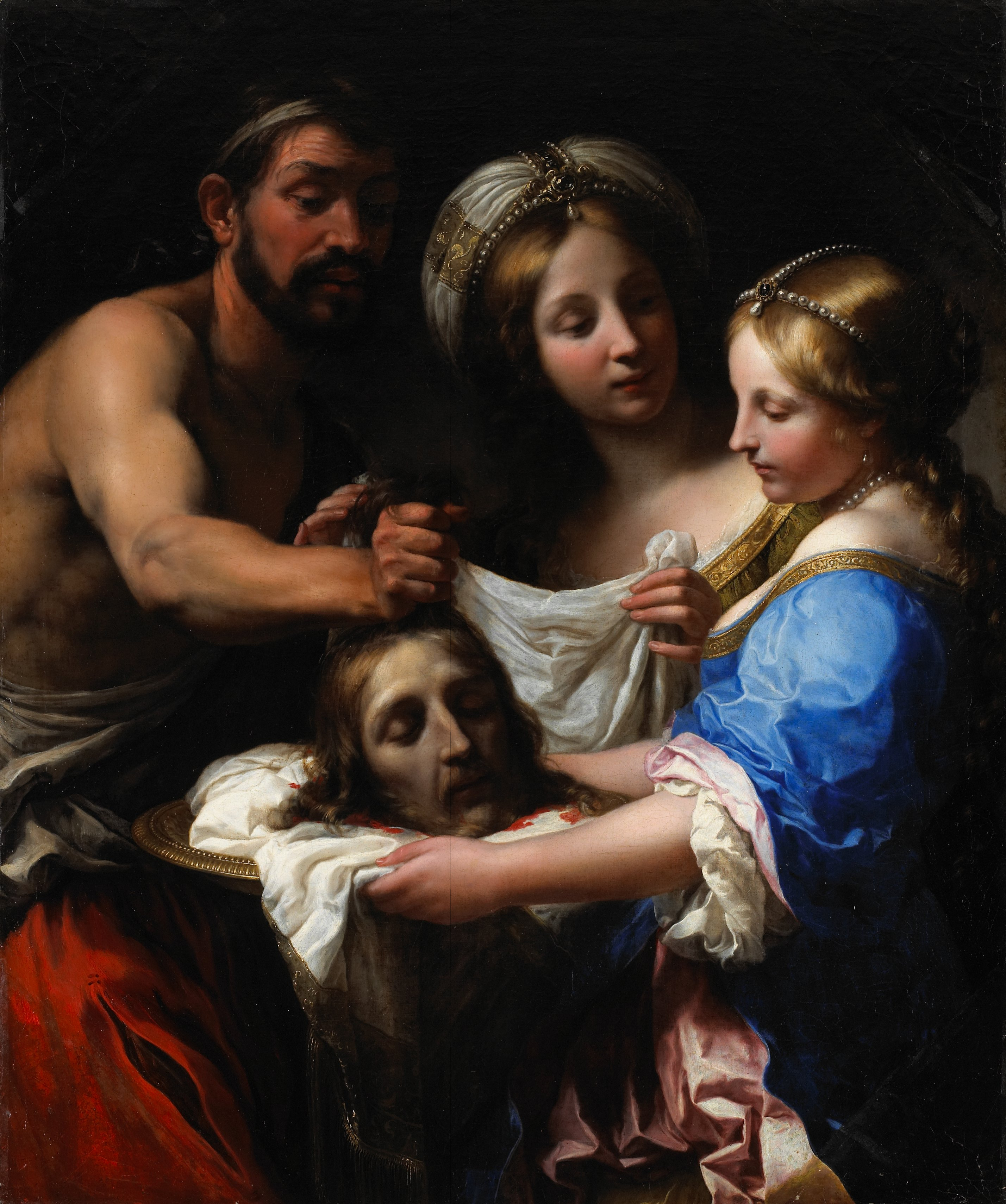
Onorio Marinari, 1680.
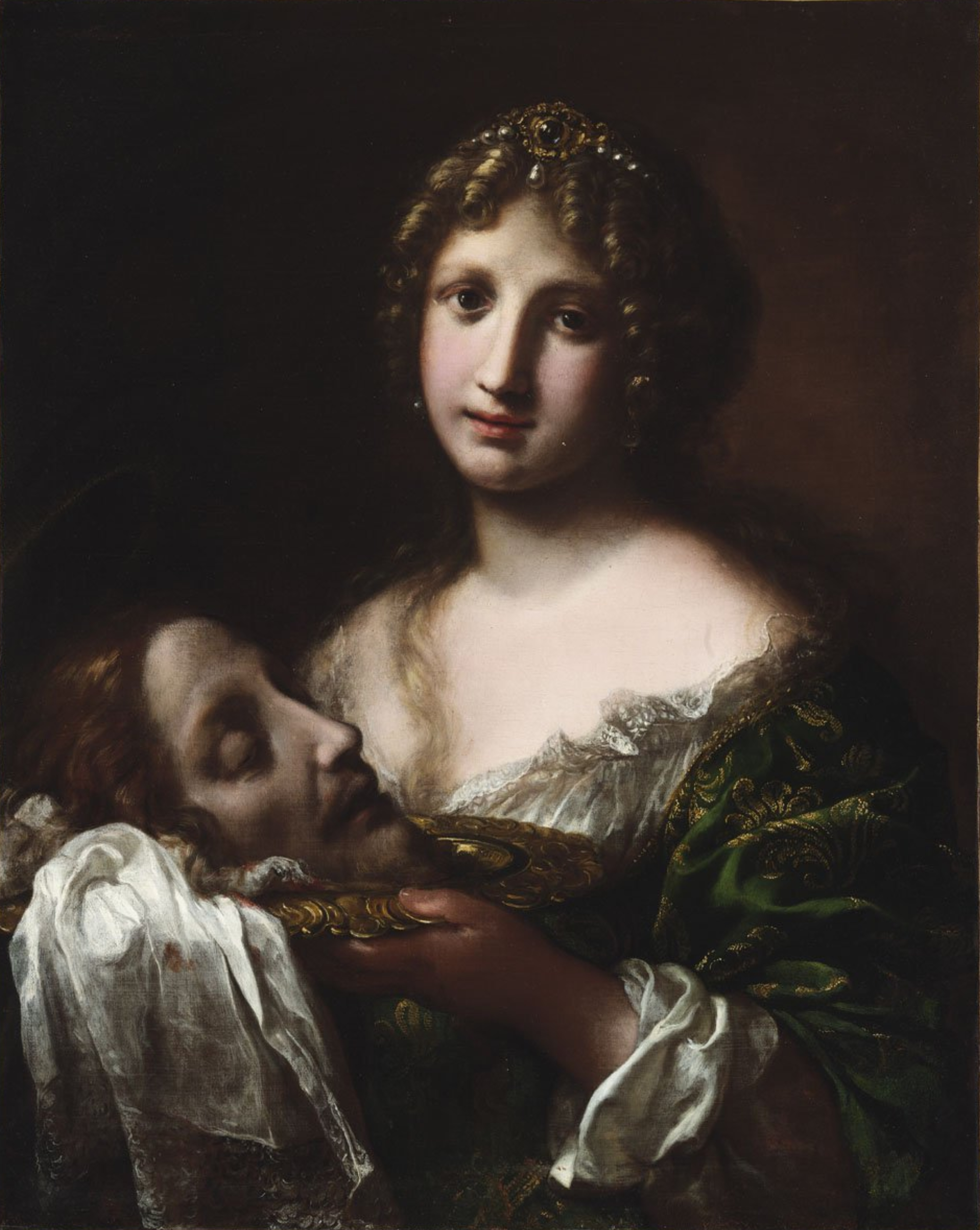
Onorio Marinari.
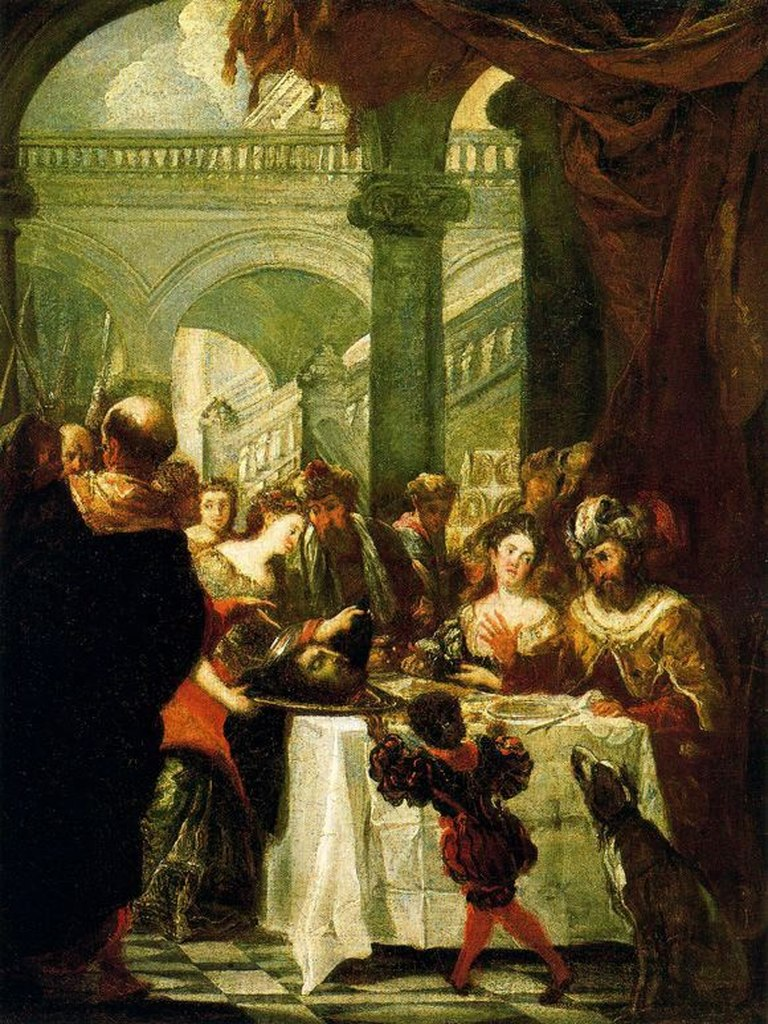
Carreño de Miranda, antes de 1685.
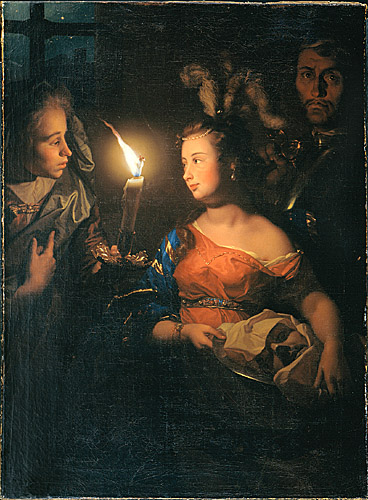
Godfried Schalcken,[14] ca. 1700.
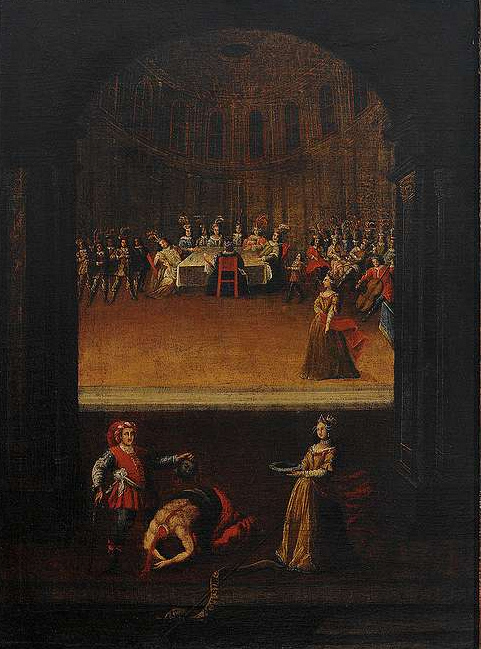
Anónimo del sur del Tirol, segunda mitad del siglo XVIII.

En la pintura contemporánea el tema fue de interés de los simbolistas Gustave Moreau y Puvis de Chavannes. Desde finales del siglo XIX es obvia la pretensión erótico-morbosa.

Salomé en obras contemporáneas
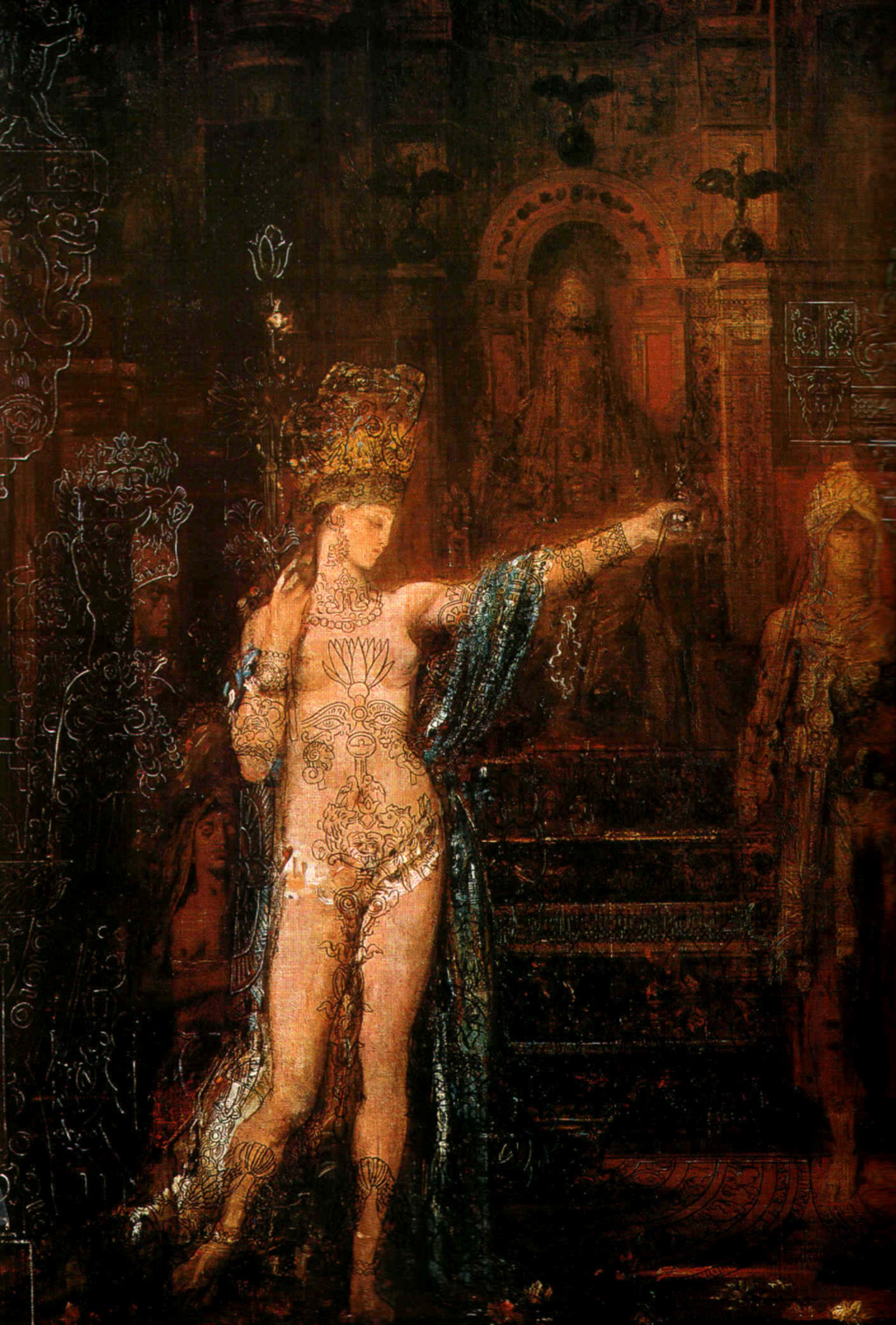
Gustave Moreau, 1876.
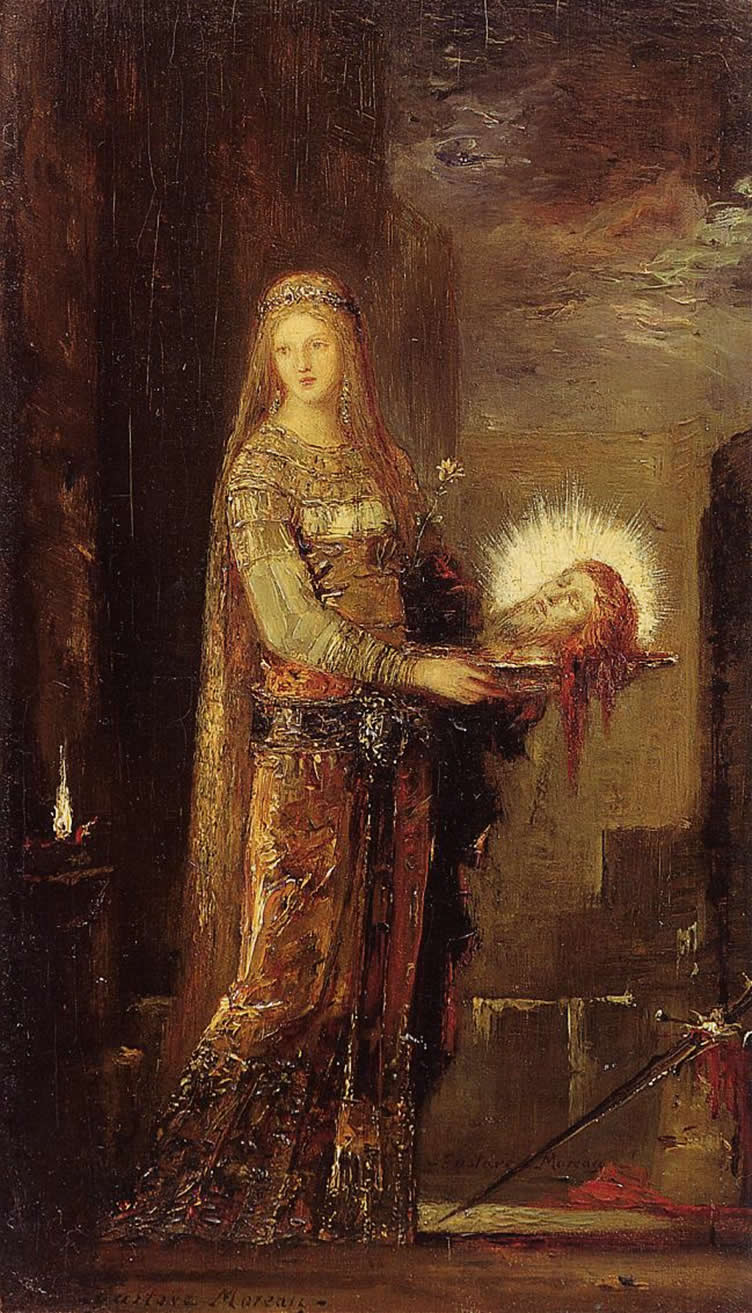
Gustave Moreau.
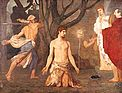
Puvis de Chavannes, 1869.
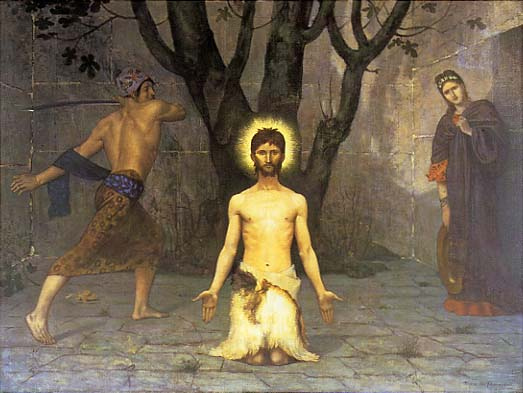
Puvis de Chavannes.
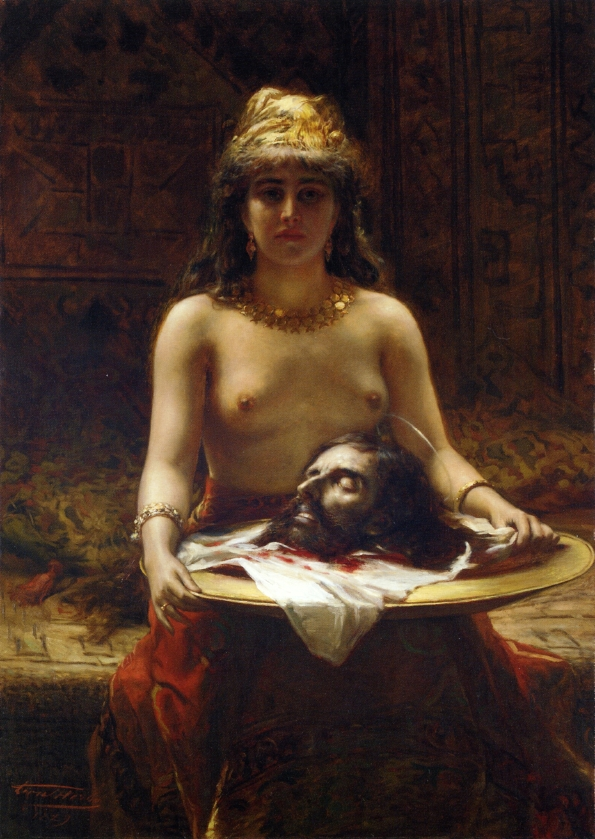
Leon Herbo, 1889.
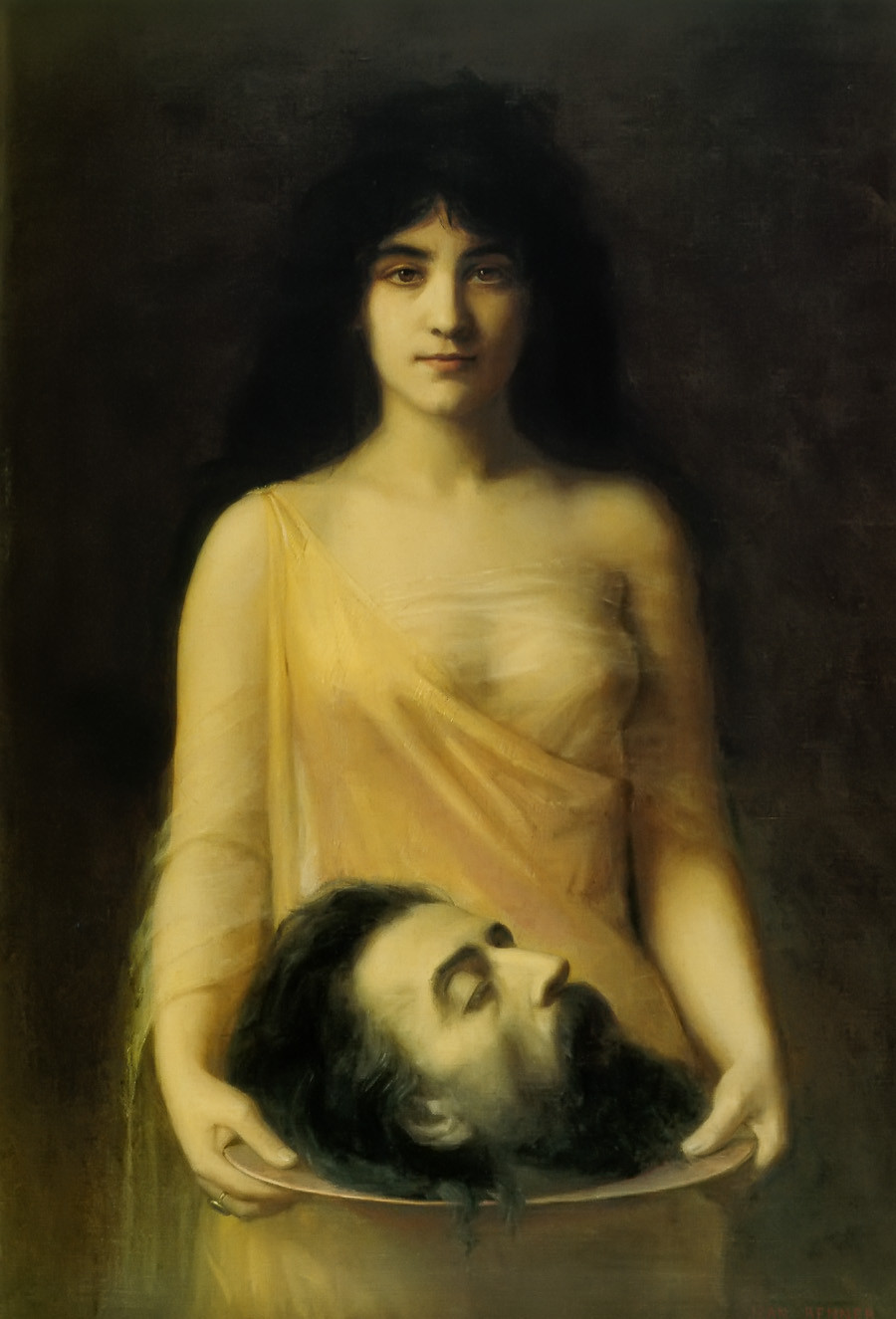
Jean Benner, 1899.
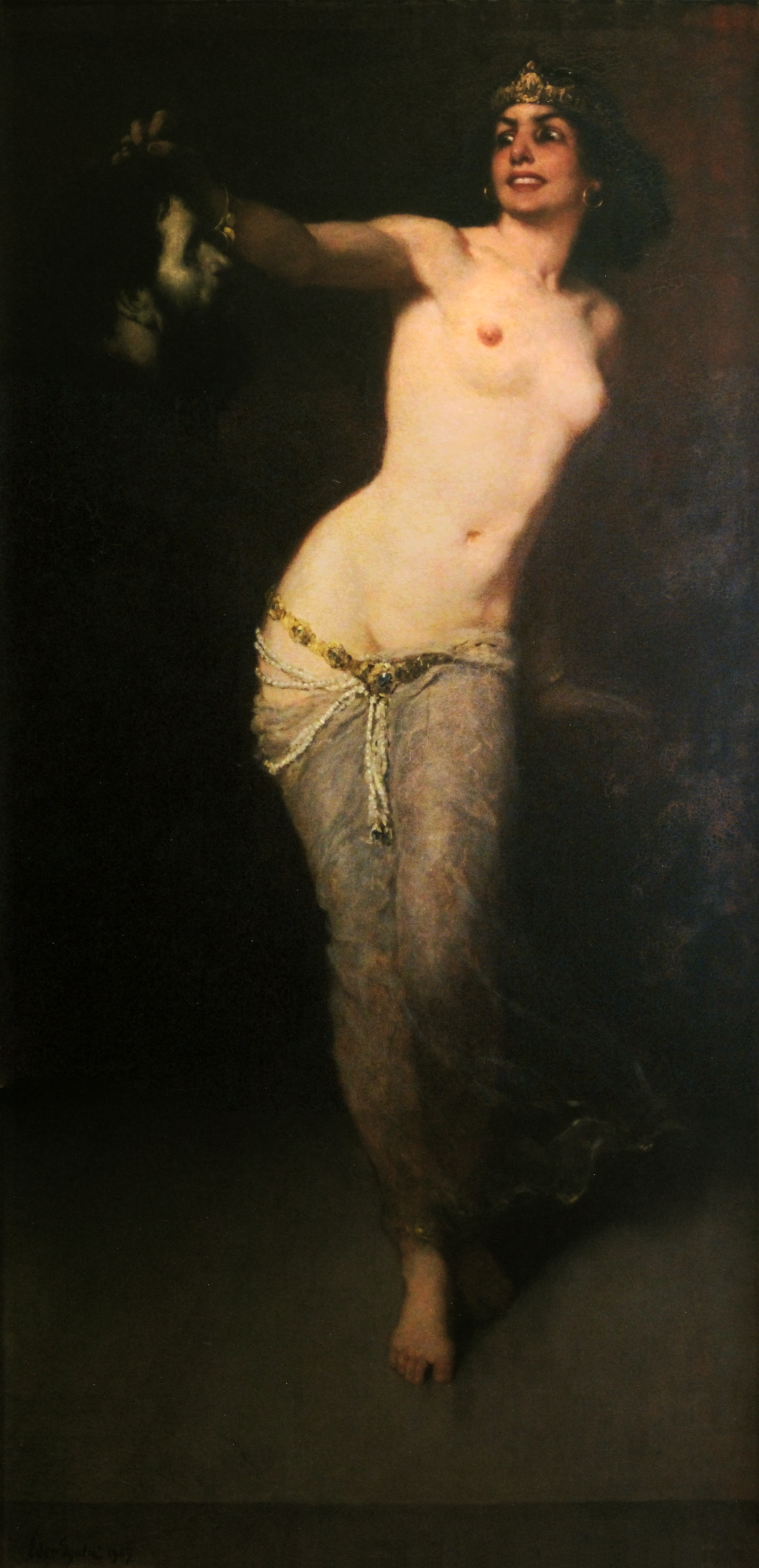
Eder Gyula, 1907.
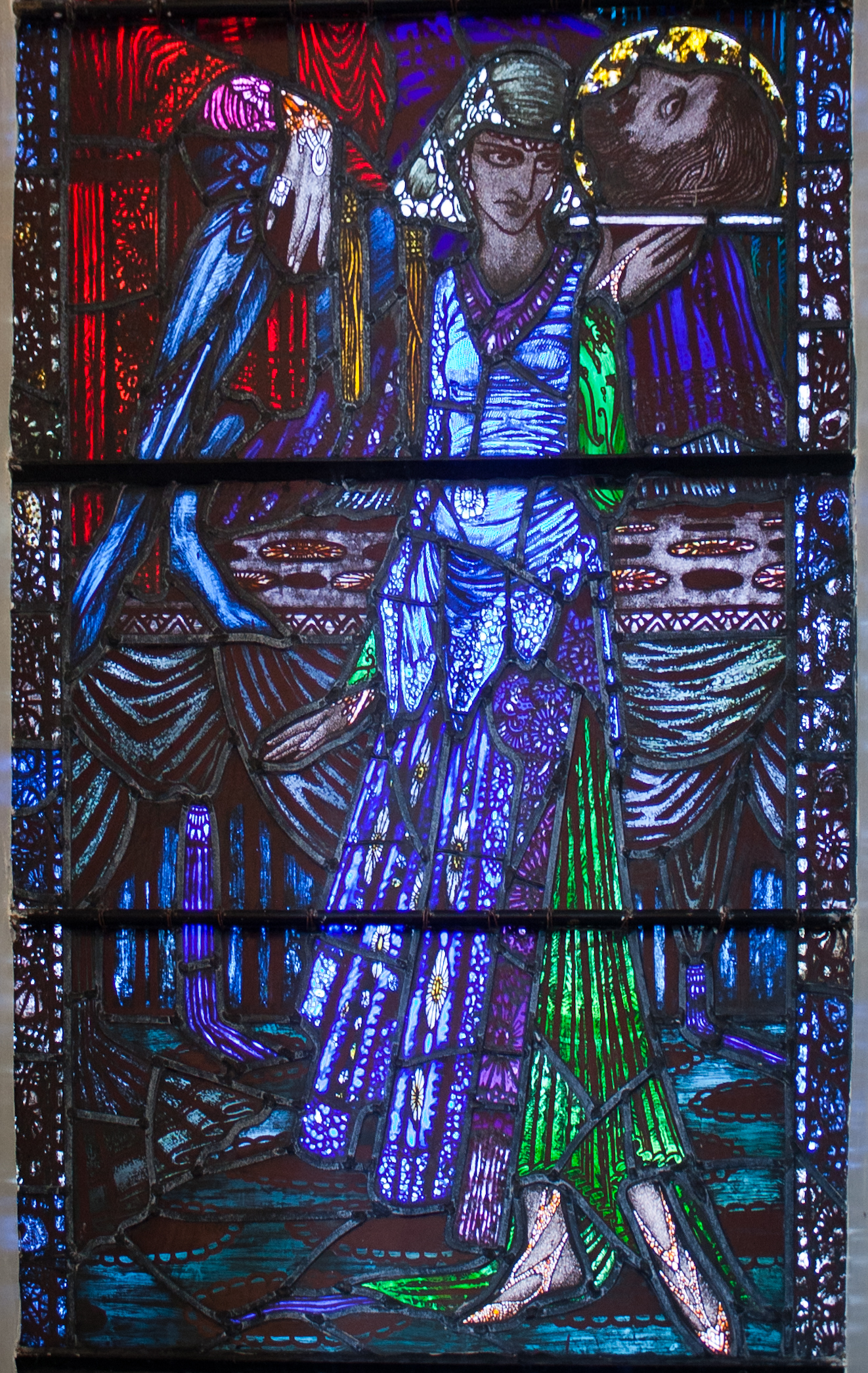
Vitral en la iglesia de Duhill, de Harry Clarke, 1925.

### Escultura
Además de los relieves ya citados, hay algunos capiteles historiados románicos que aprovechan la posibilidad expresiva y ejemplificadora del baile de Salomé. Ya en el Renacimiento, destaca un relieve en bronce de Donatello; y en el barroco, un grupo escultórico de Anton Maria Maragliano

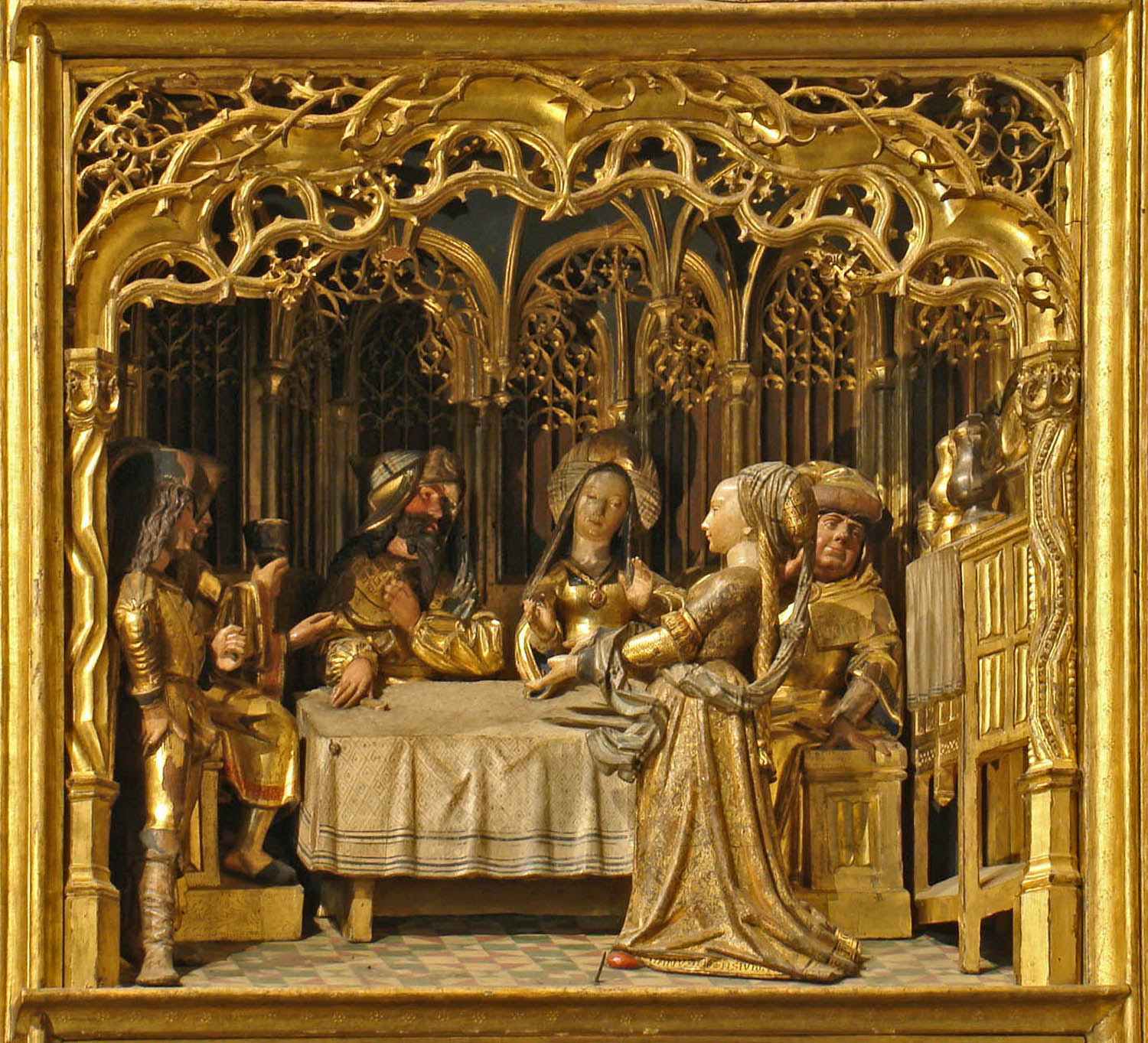
Salomé baila ante Herodes y sus invitados. Retablo de San Salvador de Valladolid.
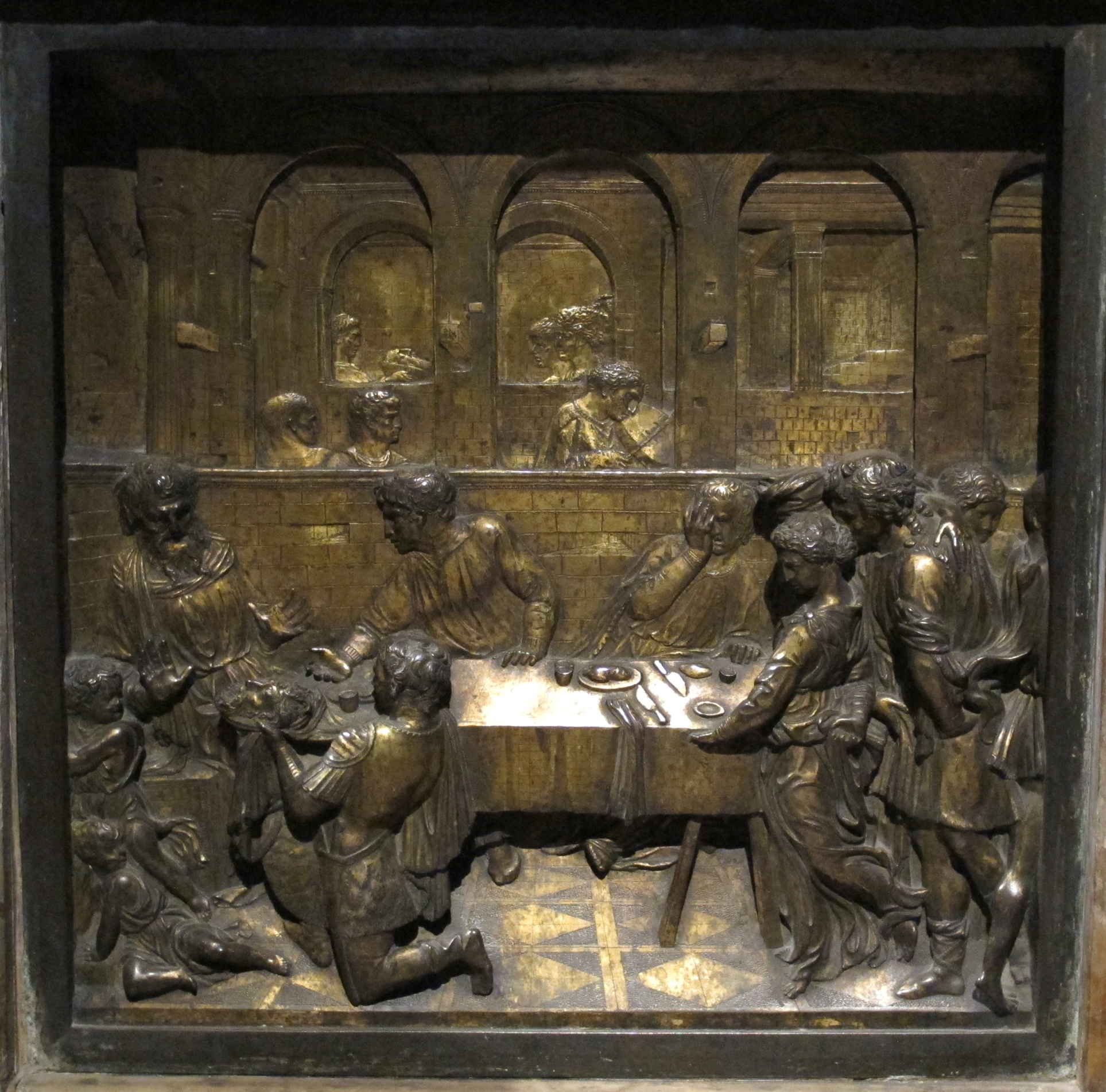
Festín de Herodes en bronce, de Donatello.
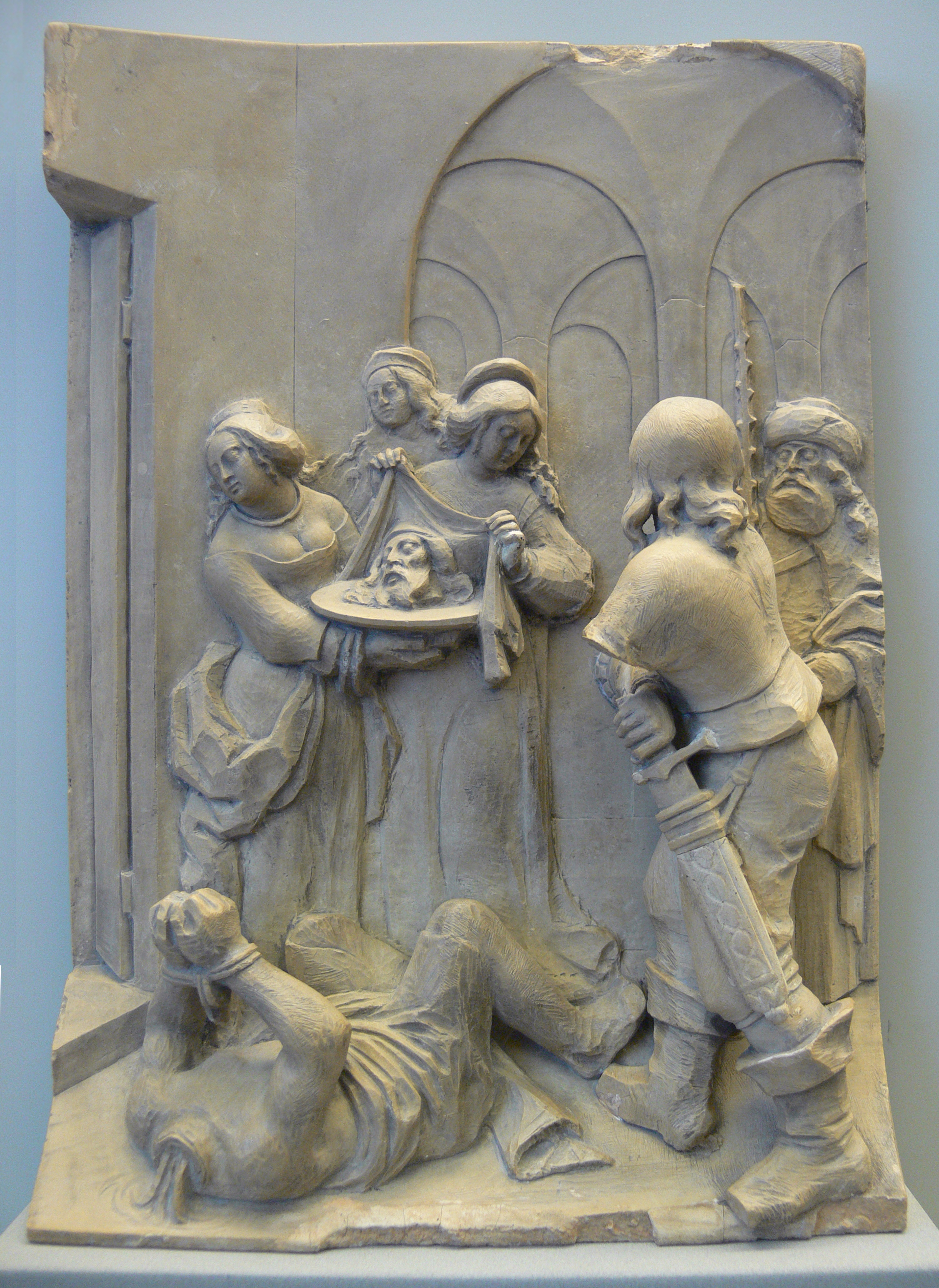
Georg Schweigger,[17] ca. 1648.
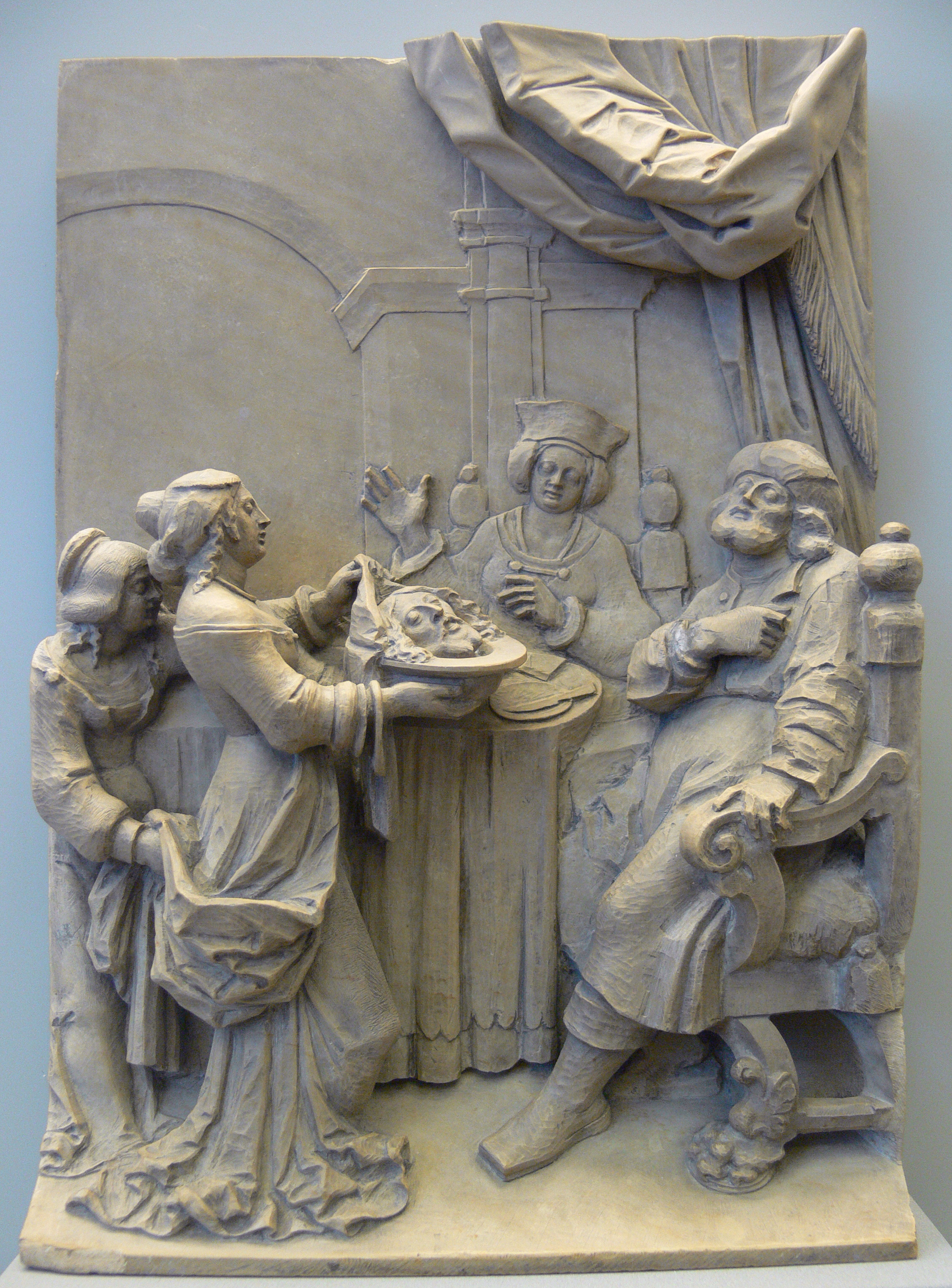
Ídem.
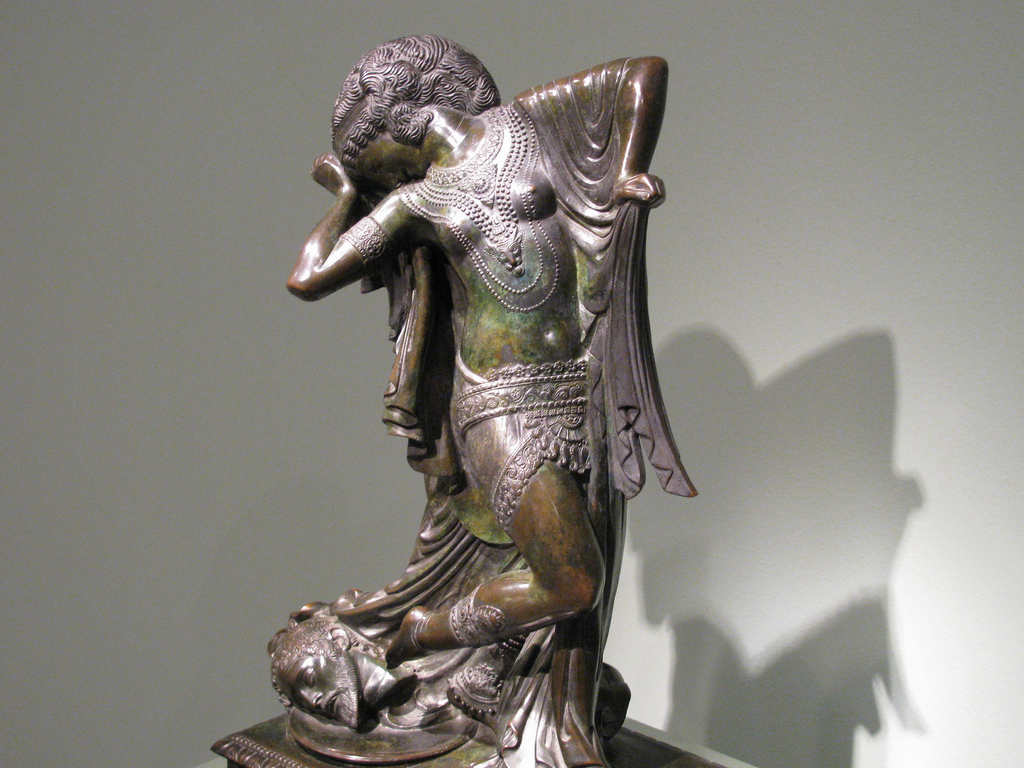
Paul Mansip, 1915.

En la imaginería son frecuentes las representaciones aisladas, en bulto redondo, de la cabeza del Bautista. Juan de Mesa o Francisco de Espinabete se especializaron en modelar cabezas de santos degollados, como la de San Juan Bautista. También se representaron en pintura (José de Ribera, Andrea Vaccaro, Marco Palmezzano, Andrea Solario). El tema ya era frecuente a finales de la Edad Media en las ciudades vinculadas a reliquias de San Juan Bautista (Roma, Génova, Amiens, Soissons).

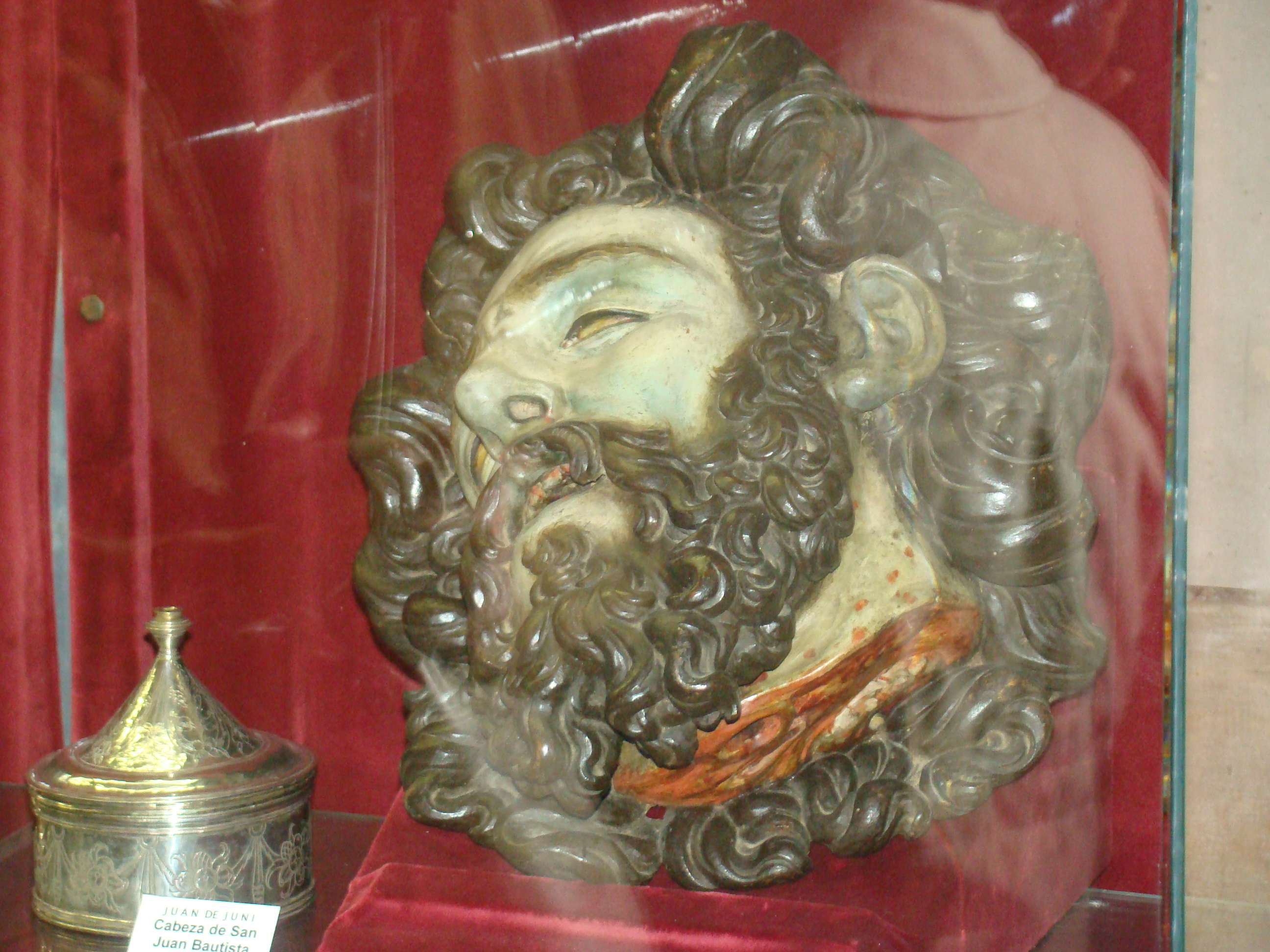
Juan de Juni
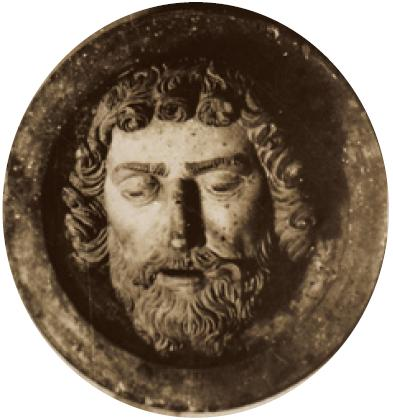
Anónimo polaco, siglo XVI.
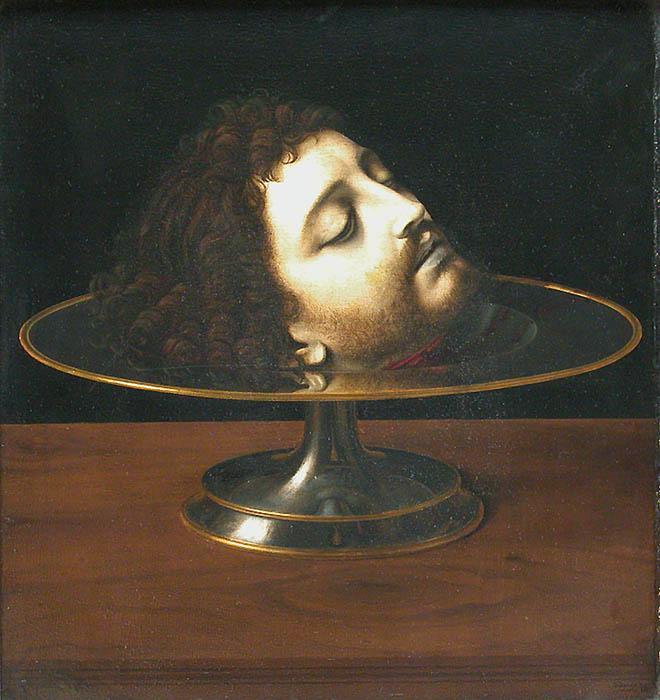
Andrea Solario, 1507.
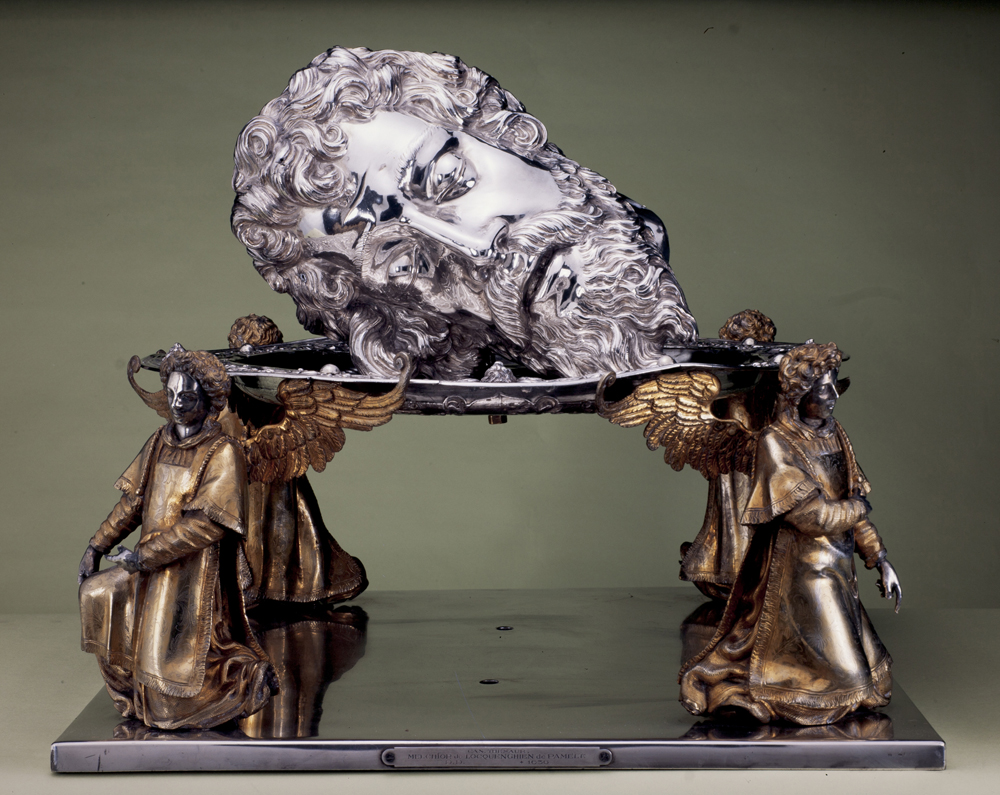
Relicario de la catedral de San Bavón de Gante, 1625.

## Literatura, ópera y cine
- Salomé, tragedia de Oscar Wilde (1891)
- Salomé, ópera de Richard Strauss (1905).
- La cabeza del Bautista, obra teatral de Ramón María del Valle-Inclán (1924).
- Salomé, película de Carlos Saura (2002).
- Love me not, película de Luis Miñarro (2019).[24])

## Otros banquetes bíblicos
- El festín de Baltasar (véase Belsasar)
- El rico Epulón y el pobre Lázaro
- Las bodas de Caná
- Comida en casa de Simón Fariseo y Cena en casa de Leví (véase Decorum)
- La Santa Cena
- La cena de Emaús